# Biologia marina

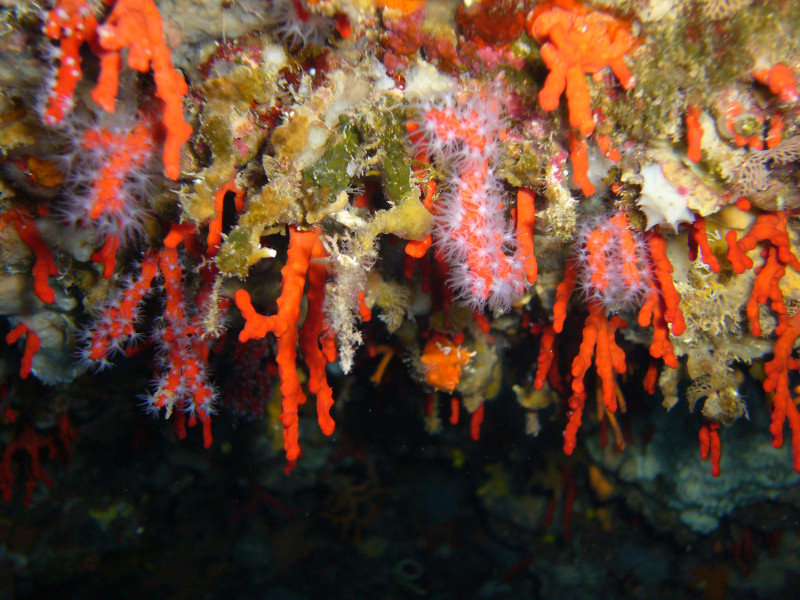
Corallium rubrum
(Coralliidae, Anthozoa)

La biologia marina è la branca della biologia che si occupa degli ecosistemi marini (o talassici, dal greco θάλασσα thálassa, mare), delle loro biocenosi e degli organismi che svolgono la loro vita (o parte di essa) nel mare e che comprendono specie submicroscopiche fino ai cetacei, gli organismi più grandi del pianeta. 
Le categorie nelle quali la biologia marina inscrive questi organismi sono quindi categorie ecologiche: plancton, benthos, necton, neuston e comprendono tutti i regni dei viventi: monere, protisti, animalia, piante, funghi.
L'indirizzo prevalente della zoologia marina è dunque ecologico ma comporta anche complessi problemi tassonomici, soprattutto per il fatto che le conoscenze delle specie sono tuttora incomplete e continuamente vengono ritrovate e descritte specie nuove delle quali è indispensabile conoscere il ruolo nelle biocenosi marine.

## Biòtopo

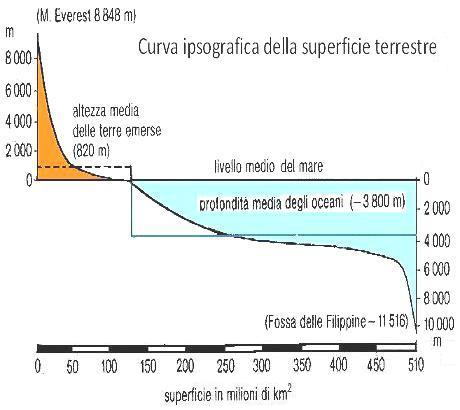
Curva ipsografica: rappresenta le estensioni degli oceani e dei continenti e le loro altitudini in rapporto al livello del mare.

Oceani e mari (idrosfera) coprono il 71% della crosta terrestre con una estensione di circa 361 milioni di km². Sulla terra le zone abitate non superano comunemente le poche decine di metri al di sopra della superficie terrestre e non più di un metro al di sotto di essa; gli oceani invece sono abitati dalla loro superficie fino all'estremo più profondo e perciò il mare offre il 99% dello spazio vitale sul nostro pianeta.
Considerando una profondità media del mare di 3 800 m, le acque marine avrebbero un volume di circa 1 370 km³ cioè circa 1/800 del volume totale della Terra. La maggiore profondità oceanica conosciuta è l'abisso di Vitjaz,  Fossa delle Marianne, è di 11 022  m; vi sono aree di acque poco profonde che occupano circa l'8% della superficie totale degli oceani, estendendosi all'infuori di certe coste continentali (piattaforme continentali) e che rappresentano gli orli dei continenti i quali poggiano su placche in movimento che formano la crosta terrestre..
Gli ambienti marini sono così classificati:
- Zona di costa o regione litorale, che si estende dal limite superiore dell'acqua fino a circa 30 m di profondità;
- Aree dei margini continentali sommersi (acque neritiche) e la sottostante piattaforma continentale;
- Parete scoscesa delle masse continentali (scarpata continentale), alla cui base vi è una più dolce pendenza (zoccolo continentale);
- Pavimento oceanico (piana abissale);
- Dorsali medio-oceaniche, vaste catene montuose che si sollevano dal piano abissale fino ai 2 000 m e che talvolta fuoriescono formando isole medio-oceaniche;
- Regione adale, nell'ambito delle profonde fosse oceaniche: fenditure del piano abissale che sprofondano dai 6 000 m fino ad oltre 11 000 m.

### Acqua di mare

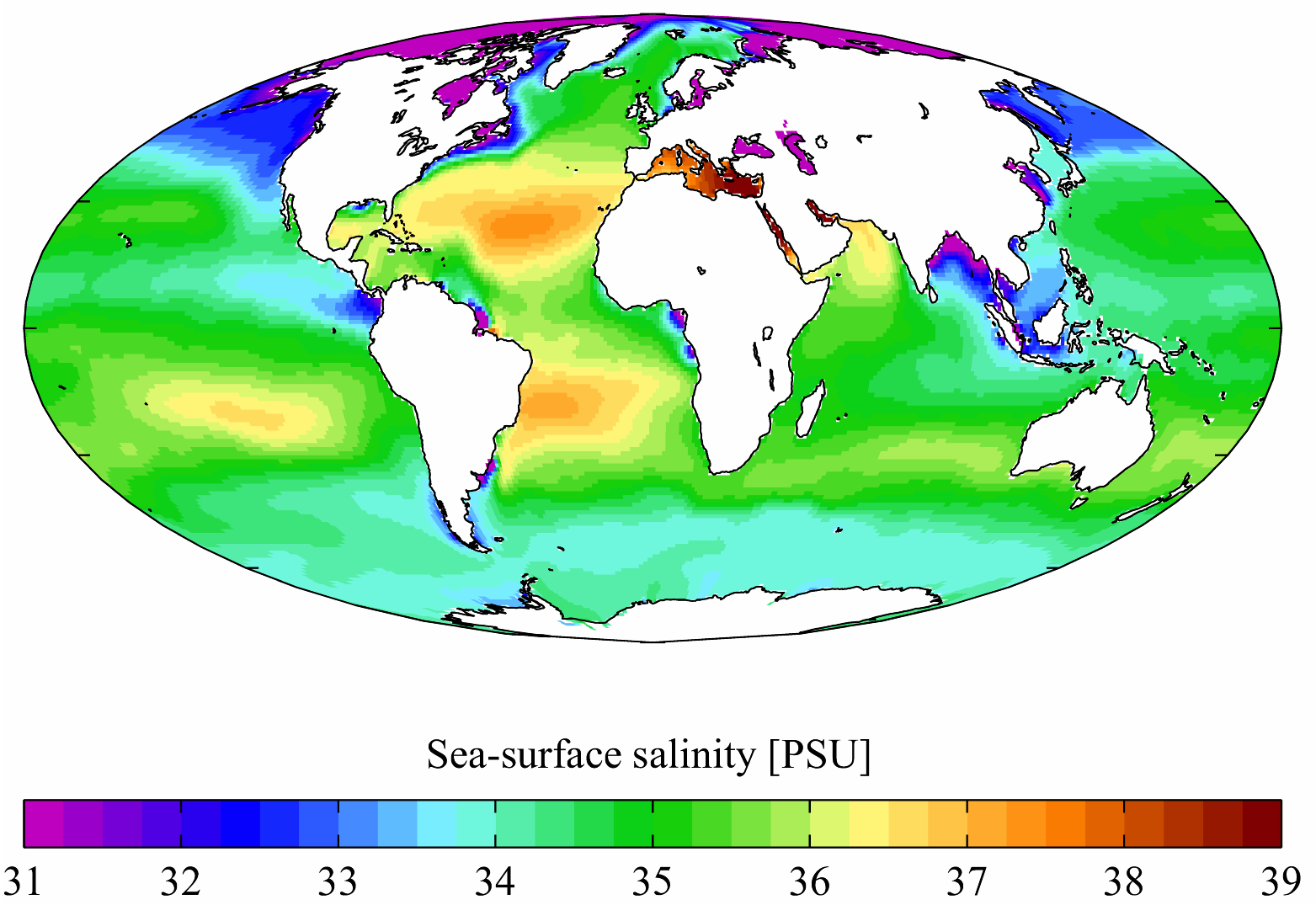
Salinità media annuale registrata in tutti i mari e gli oceani della Terra.

L'acqua di mare è l'elemento nel quale si svolge la vita marina. Essa contiene in soluzione quasi tutti gli elementi chimici conosciuti in natura (84 dei 103 presenti sulla Terra), principalmente sali disciolti, mediamente il 35‰ (o 35 grammi a litro), ma vi sono zone a bassa salinità (Golfo di Botnia da 1‰ a 7‰, Mar Baltico da 6‰ a 18‰) e zone ad altissima salinità (Canale di Suez 43‰, Laghi Amari 50‰, Mar Morto 275‰, Mar Caspio (seno di Kara Bagaz) 285‰). Il Mediterraneo ha una salinità media del 38,5‰.
Le acque costiere possono avere una salinità inferiore per la diluizione operata dall'acqua dolce dei fiumi o anche maggiore a causa dell'intensa evaporazione nelle regioni tropicali, tuttavia le proporzioni dei sali nell'acqua marina rimangono costanti tra loro. La salinità, quindi, può essere stimata determinando la concentrazione di un solo sale.
Salinità e temperatura influenzano la densità dell'acqua di mare ed anche i suoi movimenti. Se si incontrano due masse d'acqua alla stessa temperatura, quella con salinità maggiore affonderà sotto l'altra e se si incontrano due masse d'acqua con uguale salinità, la più fredda affonderà sotto l'altra.
La densità media dell'acqua di mare è circa 1,026 g cm-3 in ragione dei soluti, con un massimo teorico a -3.5 °C; congela a -2 °C ed ha un punto di ebollizione superiore ai 100 °C. Il pH è mediamente 7.8-8.3.
I sali disciolti in essa, in g/l sono:
- Sodio (Na)  10,770
- Magnesio (Mg)  1,300
- Calcio (Ca)  0,409
- Potassio (K)  0,388
- Stronzio (St)  0,010
- Solfato (SO4)  2,710
- Bromo (Br)   0,065
- Cloro (Cl)  19,370
- Carbonio (C)  023 a pH 8,4, fino a 0,027 a pH 7,8 (come carbonato, bicarbonato, CO2)

A differenza dei sali principali, gli elementi contenuti in minore quantità presentano spesso proporzioni variabili nello spazio e nel tempo poiché sono soggetti all'influenza dei fattori biologici; ad esempio nitrati, nitriti, sali ammoniacali e fosforo sono utilizzati dalle alghe verdi del plancton e quindi spariscono del tutto nella zona fotica, analogamente a quanto avviene per il silicio (silice) nelle acque fredde dov'è utilizzato dalle diatomee per fabbricare i loro gusci.
L'acqua di mare contiene gas disciolti che in genere derivano direttamente dall'atmosfera: alcuni di essi partecipano alle reazioni chimiche ed ai processi biologici che avvengono nell'ambiente marino. Il più abbondante è l'azoto (N2) fino al massimo di 18 cm³/l, che però nella sua forma elementare non interviene nei processi biologici; segue l'ossigeno (O2) fino a 9-10 cm³/l che partecipa a tutti i processi ossidativi e nella respirazione degli organismi acquatici. L'anidride carbonica (CO2) interviene nella fotosintesi clorofilliana e partecipa alle reazioni che interessano carbonati e bicarbonati.

### Luce

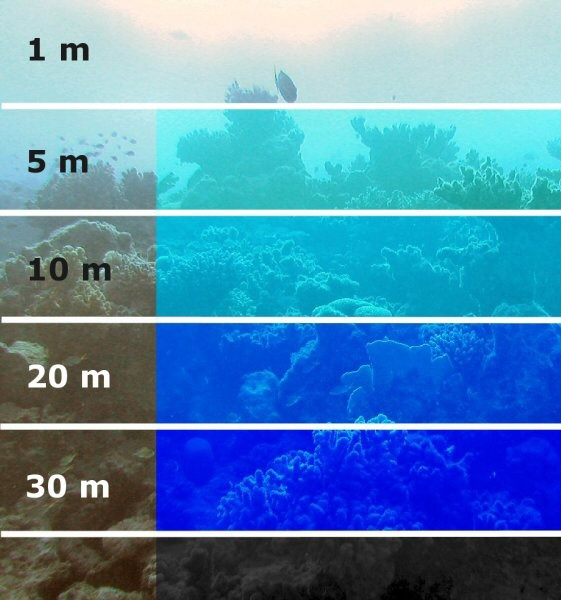
L'assorbimento della luce sott'acqua. L'intensità della luce decresce in modo logaritmico con il gradiente della profondità.

La maggior parte della luce solare che giunge alla superficie del mare viene diffusa e riflessa in base all'angolo d'incidenza, che varia in base alla latitudine, all'ora del giorno e alla stagione.
Quella parte di essa che riesce a penetrare nelle acque viene utilizzata dagli organismi fotosintetici per la produzione primaria. In acque oceaniche translucide ed in condizioni di piena illuminazione la produzione fotosintetica può avvenire fino a circa 250 metri di profondità; in acque costiere abbastanza trasparenti fino a circa 50 m e in acque torbide solo per pochi centimetri. Da ciò deriva che la fissazione primaria dell'energia luminosa nei composti organici è un fenomeno limitato alle acque superficiali.
In un ecosistema acquatico la zona fotica (dal greco, significa "illuminata") è una zona in cui si ha un livello ottimale di luce solare in entrata, sufficiente a permettere la fotosintesi da parte delle piante e dei batteri fotosintetici. Come conseguenza si ha che la produzione primaria di materia organica derivante dalla fotosintesi supera il consumo di materia organica derivante dalla respirazione. Essa di solito è intorno ai 30 m nelle acque costiere e 150 m in oceano aperto: tutto il rimanente gradiente di profondità è afotico e al di sotto dei 1000 m la luce è insufficiente per qualsiasi processo biologico: oltre questa profondità l'oceano è buio, fatta eccezione per la luce prodotta da organismi.
L'assorbimento della luce è selettivo, a seconda della lunghezza d'onda. Le lunghezze d'onda più penetranti sono quelle comprese fra 400 e 500 nanometri, cioè quelle verdi-azzurre che, nelle zone tropicali, si vedono fino a circa 450 metri di profondità. Il rosso viene assorbito già nei primi 10-15 metri, a 5 metri di profondità è ridotto del 95%; l'ultravioletto intorno ai 180 metri, il giallo intorno ai 250 metri. Il primo colore a scomparire è il rosso, che, in seguito tutti gli altri colori seguendo lo spettro visibile (quindi arancione, giallo ecc.). A mezzo metro di profondità l'intensità della luce si è dimezzata; nelle acque profonde più trasparenti già da 100 metri di profondità ne rimane solo l'1%.
La relazione tra la diminuzione della luce e la profondità viene espressa dal cosiddetto coefficiente di estinzione Kj:
Kj = 2,30 (log Ijd1 - log Ijd2) / d1 - d2
dove Ijd1 e Ijd2 sono le intensità della luce della lunghezza d'onda j alle profondità d1 e d2.

### Fotoinibizione
L'irradiazione o intensità luminosa viene misurata in Watt a metro quadro (W/m²) oppure in Langleys (Ly) per unità di tempo. Un eccesso di irradiazione luminosa risulta dannoso sia per l'azione distruttiva della radiazione ultravioletta, sia per eccesso di energia luminosa nei processi di foto-ossidazione. Nei pressi della superficie un eccesso di luce provoca una fotoinibizione mentre in profondità l'intesità luminosa descresce fino a valori limitanti. I valori medi per i punti critici sono circa a 170 W/m² per l'inizio della fotoinibizione e 120 W/m² per la saturazione, in generale, ma specie diverse e diversi gruppi algali hanno differenti valori caratteristici.

### Colorazione del mare
Il colore del mare dipende sia dalle caratteristiche proprie dell'acqua che dalla riflessione del colore del cielo. Prescindendo da quest'ultimo, molto variabile, il colore è legato innanzitutto alla diffusione della luce, che interessa le lunghezze d'onda minori dello spettro visibile; perciò in acqua abbastanza limpide domina l'indaco, seguito dall'azzurro ed infine dal verde. Il verde è spesso legato alla presenza di abbondante fitoplancton, mentre i colori giallastri sono spesso causati da materiali torbidi come quelli scaricati dai fiumi. Tendenze al grigio ed al rossastro si spiegano con la presenza di inquinanti (i quali danno ad esempio il colore rossastro che in certi periodi dell´anno caratterizza il mar Rosso dell´Eritrea).

### Temperatura e termoclino

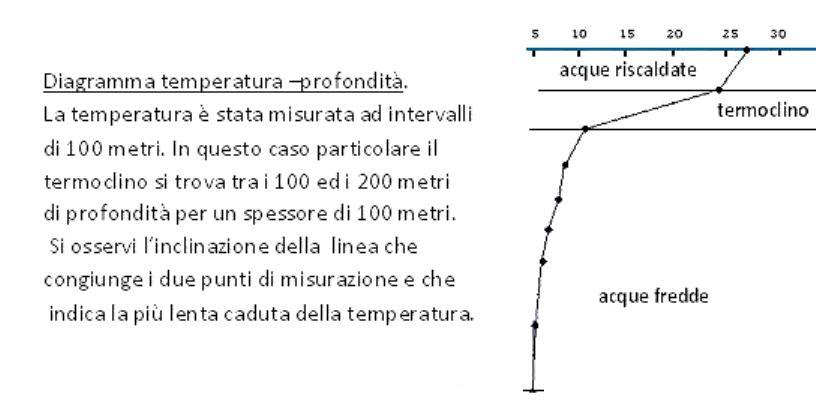
Diagramma temperatura profondità

La luce solare ha anche l'effetto di aumentare la temperatura dell'acqua. L'acqua superficiale riceve la maggior parte del calore solare, diventa meno densa e si ha come risultato che un corpo d'acqua caldo e poco denso galleggia al di sopra di una ben più grande massa d'acqua fredda e densa. L'interfaccia tra questi due strati, o più precisamente la zona di rapido cambiamento della temperatura, è detta termoclino.
Il termoclino è una caratteristica al di sopra dei mille metri di profondità; al di sotto di esso la temperatura dell'oceano varia da un massimo di 5 °C ad un minimo di 0.5-2 °C.
In superficie la temperatura può variare in funzione della latitudine dai -2 °C dei mari polari ai +36 °C del Golfo Persico.
L'importanza di questa differente densità superficie/fondo è che essa produce una barriera al rimescolamento delle due masse d'acqua; ciò significa che tutte le sostanze solubili prelevate dall'acqua nella zona fotica ed incorporate nei tessuti viventi che attraversano il termoclino a causa della gravità, non possono essere riciclate dal rimescolamento locale; le acque al di sopra del termoclino possono perciò depauperarsi completamente di nutrienti solubili mentre le acque del fondo possono diventarne eccessivamente ricche. Questi nutrienti in seguito vengono riportati in superficie dalla risalita di acque profonde (upwelling) consentendo la loro nuova utilizzazione da parte dei produttori.

## Chemoclino
Determinate condizioni locali possono determinare la formazione di uno strato d'acqua profonda in condizioni anossiche, cioè una stratificazione delle acque marine (ma anche lacustri) causata da un forte gradiente verticale prodotto da una variazione delle proprietà chimiche delle acque. Il fenomeno di chiama chemoclino (Es. il Mar Nero). In questi ambienti sopravvivono soltanto organismi anaerobici e gli organismi aerobici possono vivere solo al di sopra del chemoclino nel quale invece prosperano batteri fotosintetici anaerobici, come ad esempio Chromatiales che sfruttano sia l'energia solare proveniente dall'alto, sia il solfuro di idrogeno (H2S) prodotto dai sottostanti batteri anaerobici.

### I movimenti del mare
Il movimento delle acque è critico per molti processi ecologici data la sua particolare importanza per la circolazione dei nutrienti e dell'ossigeno (O2).

#### Maree

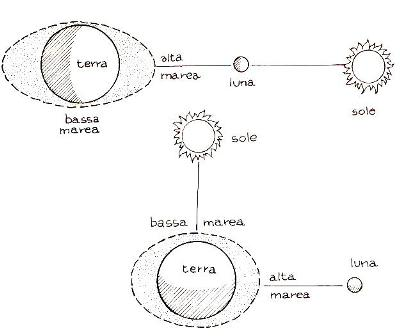
Le maree sono provocate dall'attrazione gravitazionale del Sole e della Luna sulle masse d'acqua terrestri. Quando il Sole e la Luna sono allineatii tra loro attraggono con maggior forza che non quando sono disposti ad angolo retto.

Le maree sono un movimento periodico regolare e prevedibile delle acque marine; esse consistono in oscillazioni ritmiche con innalzamenti (flussi) ed abbassamenti (riflussi) del livello del mare provocati dall'attrazione gravitazionale combinata della Luna e del Sole sulle masse d'acqua che ricoprono la Terra.
Questa attrazione è abbastanza piccola, ma se calcolata su tutta la superficie oceanica, ha effetti molti intesi. Data la reciprocità dei movimenti di rotazione della Terra e della Luna, oltre alla periodicità del fenomeno, la marea è particolarmente evidente quando il Sole e la Luna si trovano allineati sulla stessa retta (maree sigiziali) e meno quando Sole e Luna si trovano tra loro ad angolo retto (maree di quadratura).
Generalmente le maree si verificano due volte al giorno, due flussi e due riflussi per ogni giorno lunare, cioè 24 ore e 50 minuti (maree semidiurne), ma vi sono zone nelle quali in un giorno lunare si ha un solo flusso ed un solo riflusso (maree diurne) e vi sono zone in cui le due maree semidiurne hanno differente ampiezza (maree miste).
Il sollevamento viene detto alta marea e l'abbassamento bassa marea; la differenza tra questi due livelli dell'acqua è detta ampiezza della marea che, in determinati luoghi, può raggiungere anche i 15 m di dislivello (Baia di Fundy, Canada).
I movimenti di marea producono il rimescolamento in acque poco profonde.

#### Onde

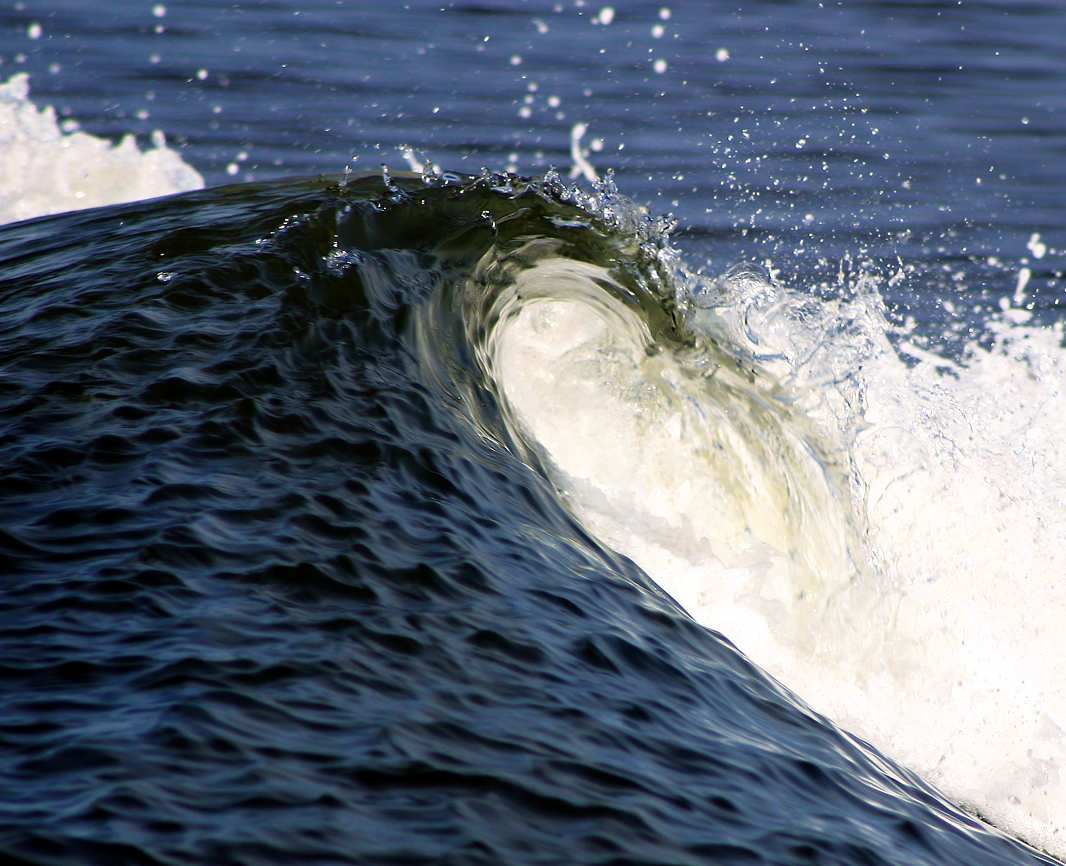
Onda frangente

Il moto ondoso è dovuto principalmente allo spirare del vento che cede allo strato d'acqua superficiale parte della sua energia per pressione ed attrito; questo strato superficiale, forzato a muoversi, tende a trascinare con sé lo strato sottostante, più lento. In mare aperto, dove non si risente l'influenza dei fondali, si hanno onde di oscillazione per le quali le particelle d'acqua sono soggette a soli movimenti circolari, quindi non si hanno spostamenti orizzontali (non vi è trasporto d'acqua).
Avvicinandosi alla costa, appena lo spessore d'acqua diventa inferiore alla metà della lunghezza d'onda, l'onda si frange e ricade verso il basso spumeggiando, dando origine ai marosi o ai frangenti.
L'altezza delle onde generalmente non supera i 7–9 m (15-18 in caso di terremoti sottomarini che generano tsunami); la lunghezza dell'onda è di circa 30 volte l'altezza, per lunghezze massime di 180–200 m. La velocità di propagazione è strettamente dipendente da quella del vento, in media 30-40 km/h, ma nelle zone oceaniche sulle quali insistono i venti alisei si raggiungono i 70 km/h; nelle onde provocate da sismi sottomarini la loro velocità diventa enorme, anche 500–900 km/h.

#### Correnti

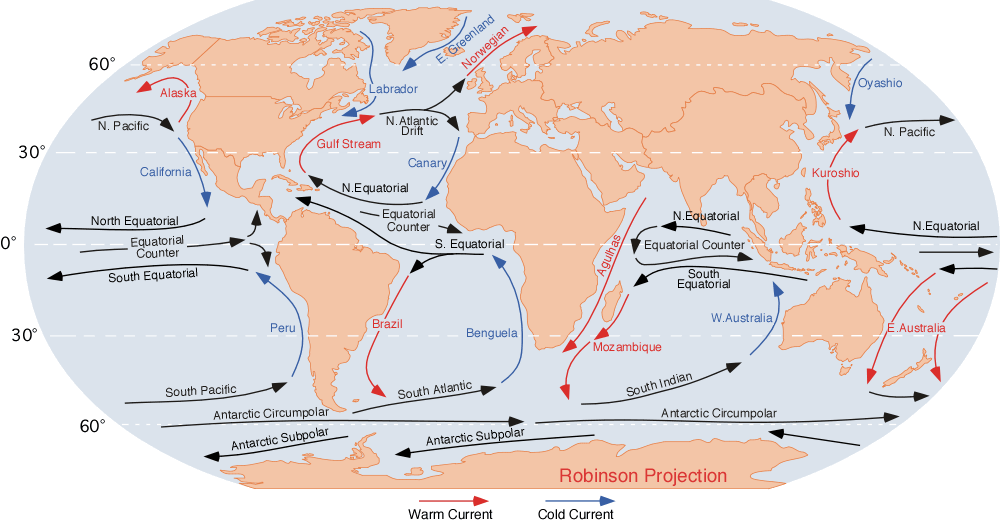
Rappresentazione delle principali correnti oceaniche.

I due principali movimenti delle acque marine su larga scala sono le correnti, legate a fattori di densità-temperatura, ed i fenomeni di risalita (upwelling) e del loro contrario.
L'upwelling indica i movimenti delle acque dalle profondità oceaniche verso la zona fotica, sono cioè movimenti paralleli al gradiente di profondità e perpendicolari alla superficie; essi sono il mezzo per cui grosse quantità di nutrienti possono essere trasportate dalle regioni afotiche fino alla superficie.
L'upwelling può essere prodotto da tre principali processi:
- quando le correnti di profondità incontrano un ostacolo, come ad esempio una dorsale oceanica, esse flettono verso l'alto e possono giungere fino in superficie;
- quando si determinano aree di divergenza dovute al fatto che due masse d'acqua contigue tendono a separarsi (ad esempio le masse d'acqua immediatamente a nord ed a sud dell'equatore che tendono a spostarsi rispettivamente verso nord e verso sud per effetto delle forze di Coriolis). Nel separarsi esse producono un vuoto che tende ad essere riempito dalle acque di profondità che pertanto risalgono. La profondità da cui le acque risalgono dipende dalla quantità di acqua che si muove in superficie e dalla sua velocità di corrente;
- quando il vento allontana masse d'acqua superficiali dalla linea di costa determinando un vuoto che tende ad essere riempito dalle acque che provengono dal fondo. Nelle aree in cui la piattaforma continentale è poco estesa, l'acqua che risale proviene da profondità relativamente elevate.

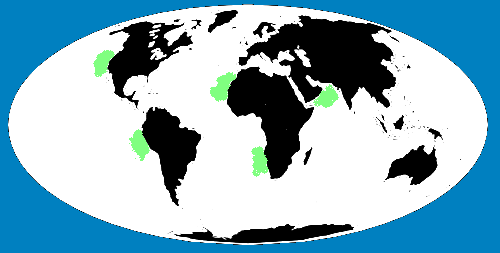
Zone di upwelling

Al contrario, le aree in cui avviene il fenomeno della discesa delle acque sono quelle in cui avvengono fenomeni di convergenza delle masse d'acqua o dove l'acqua è spinta dal vento verso la linea di costa: in entrambi i casi, l'acqua può spostarsi solo verso il basso e tramite questo movimento le acque di superficie si rimescolano con quelle di profondità.
Nelle zone di upwelling si pesca circa il 50% del prodotto ittico (5o% pesca costiera e 1% negli altri siti).
Negli oceani le principali correnti di superficie sono orientate dai venti e si muovono lungo percorsi predeterminati dalla topografia dei fondali e dalle forze di Coriolis. L'azione dei venti non giunge oltre i 200 metri di profondità ma è importante nella distribuzione degli organismi che vivono in superficie.
Le correnti marine più importanti sono quelle dovute alle variazioni di densità dell'acqua; si generano cioè delle onde discendenti che, orientate dalla forma dei fondali, causano movimenti compensatori verso l'alto. La densità dell'acqua di mare cambia in conseguenza di variazioni di temperatura e/o di salinità: l'acqua fredda è più densa di quella calda ma la salinità risulta essere un fattore più decisivo della temperatura nelle modificazioni di densità.

## Biocenosi

### Ecosistemi marini
L'ecosistema marino occupa pressoché interamente l'idrosfera. Il mare costituisce un unico ecosistema, sia pure di dimensioni immense, parte della biosfera a sua volta considerata come l'ecosistema più grande. Ragioni pratiche di studio portano e restringere questo concetto ad entità che siano più facilmente indagabili.
Nella sua definizione più semplice un ecosistema è il prodotto di una attiva compenetrazione ed interazione di un biòtopo e di una biocenosi. Per biotopo intendiamo la frazione inorganica, cioè il fondo marino, l'acqua, le correnti, i venti, ecc. mente per biocenosi la frazione organica. Questa è costituita da sottosistema dei produttori, che nel mare sono bacterioplancton, fitoplancton e alghe macrofite, e dal sottosistema dei consumatori costituito dal mondo animale.
A latere vi sono i demolitori che, a diversi livelli, riconvertono la materia organica nelle forme riutilizzabili dagli organismi fotosintetici e/o consumatori.
I consumatori sono generalmente disposti linearmente in catene alimentari del tipo a mangia b che viene a sua volta mangiato da c, ecc., ad esempio fitoplancton→ zooplancton→ carnivoro primario→ carnivoro secondario→ ecc. Generalmente da un livello all'altro della catena trofica viene trasferito il 10% dell'energia, quindi, quanto minore è la lunghezza della catena trofica tanta più energia giunge all'organismo terminale. Nel mare solitamente si riscontrano 5-6 passaggi (livelli) ma il funzionamento della catena alimentare marina e del riciclo delle materie organiche sono di molto più efficienti rispetto a quanto avviene negli ecosistemi di terra.
Pomeroy calcola che la rete trofica marina sia alimentata da un flusso di 1000 Kilocalorie per metro quadro di superficie oceanica all'anno di produttività fitoplanctonica (10 Kcal corrispondono ad un grammo di Carbonio fissato). L'efficienza del trasferimento energetico ai tessuti batterici è grandissima, circa il 50%, mentre quella ai carnivori nectonici e bentonici è vicina al 10%.
La produzione dei composti organici nell'oceano è limitata alle zone fotiche e poco profonde. In questo strato d'acqua superficiale e nelle aree littorali, l'anidride carbonica è fissata per fotosintesi ed i nutrienti sono incorporati nei tessuti viventi. Gli organismi che realizzano questa produzione sono i minuscoli organismi del fitoplancton e le alghe macrofite. Il plancton è la fonte alimentare diretta per le specie erbivore, mentre le alghe macrofite contribuiscono alla biocenosi fondamentalmente come detrito. Complessivamente la loro biomassa è valutata intorno a 4 miliardi di tonnellate di materia organica (peso secco) che produce annualmente 55 miliardi di tonnellate (peso secco), circa 14 volte la totale biomassa stabile (sui continenti i corrispondenti valori sono 1837 miliardi di tonnellate e 115 miliardi di tonnellate).
La maggior parte di questa produzione fotosintetica è consumata nello stesso luogo dove essa è prodotta: il fitoplancton dallo zooplancton o, in acque poco profonde, dal benthos che ha apparati filtratori, le Alghe bentoniche sono consumate da erbivori (es.gasteropodi) e una parte, stimata intorno al 10%, si disperde come materia organica disciolta. Da quest'ultima prende inizio una catena alimentare parallela basata su batteri e protisti eterotrofi, i quali sono poi consumati da altre specie zooplanctoniche.
Le particelle fecali degli organismi zooplantonici contengono però ancora molto materiale con potere nutrizionale che, insieme alle sostanze detritiche derivanti dalle Alghe, formano un substrato per la crescita batterica, per i protisti eterotrofi e per piccoli metazoi batterio-dipendenti.. Quando queste aggregazioni cominciano ad affondare, vengono consumate dallo zooplancton dal quale, in forma di aggregati riciclicati, si depositano sui fondali dove vengono utilizzati dal benthos filtratore (che nelle regioni sotto la zona fotica dipende dalla produzione batterica).
In alcune aree del fondale marino i batteri possono fissare la CO2 per chemiosintesi ed anch'essi rifornire la rete alimentare bentonica. Diverse specie di questi batteri chemiosintetici sono simbionti interni di animali privi di intestino a cui forniscono la capacità metabolica necessaria alla vita (allo stesso modo di alcune alghe simbionti di vermi piatti, cnidari, molluschi, ecc.).
La biomassa marina totale è stata stimata in 109 tonnellate (peso secco), un valore comparabile con quello delle terre emerse, ma si pensa che questa biomassa produca ogni anno una quantità di materia organica tre volte maggiore di quella prodotta sulla terra e nelle acque dolci. La biomassa marina produce 3025 x 106 (peso secco) mentre la produzione continentale è di 900 x 106 (peso secco).
May e Beddington valutano in 3,9 miliardi di tonnellate la biomassa complessiva dei mari di cui 1 miliardo di tonnellate oceanica, 0,3 neritica ed acqua di risalita e 2,6 littorale; raffrontati alla produttività in miliardi di tonnellate per anno i complessivi 55 miliardi sono così ripartiti: 41,5 oceano, 9,8 neritico ed acque di risalita, 3,7 littorale. Comparado questi dati di biomassa e produttività dei tre ambienti marini si ottiene una immagine chiara di quanto sia enormemente più efficiente la produttività oceanica: il rapporto massa/produttività è infatti 1,4 nella zona littorale, 32,6 nelle acque neritiche e 41,5 nell'oceano. Sebbene la biomassa del littorale sia 3,7 volte più grande di quella oceanica, quest'ultima produce 29,6 volte il prodotto della prima.
La produzione primaria marina è molto più bassa di quella terrestre: invece la produzione secondaria, che è di 1/0.008 sulla terraferma, in mare è di 1/0.06 cioè circa 8 volte più elevata. Questo risultato è dovuto a tre cause:
- la maggiore digeribilità del prodotto primario marino
- la maggiore efficienza delle relazioni trofiche nel mare
- la natura peciloterma dei consumatori marini (che spendono una minima parte dell'energia alimentare per i mantenimento antitermico).

Attualmente l'uomo pesca 77 x 106 tonnellate (peso umido) della produzione marina e quasi interamente in forma di carnivori nectonici.
Tutti i phyla di organismi viventi sono rappresentati nel mare o nelle zone di transizione costiere; gli organismi terrestri e di acqua dolce rappresentano un ben più piccolo raggruppamento di phyla noti. Osservando invece il numero di specie, stimato intorno ai 5 milioni tra specie descritte e non descritte, meno di un decimo sono marine (circa 250.000).
Gli organismi che, evolutivamente parlando, si sono spostati dal mare alla terraferma, hanno subìto una incredibile diversificazione. La speciazione, infatti, nella maggior parte dei casi, richiede l'isolamento di piccole popolazioni a causa di barriere geografiche che ne limitano la dispersione; ma l'oceano è continuo, relativamente stabile e uniforme. Solo una piccola minoranza delle specie marine (circa il 2%) abita le masse d'acqua, mentre la maggior parte delle specie sono associate al fondo che presenta barriere biogeografiche a somiglianza della terra.
Il grado di diversificazione in specie è una misura del successo evolutivo, ma anche l'abbondanza di un gruppo (misurato come numero di individui, biomassa o produttività) ed il tempo di persistenza sono un altro tipo di misura. Da quest'ultimo punto di vista, molti dei gruppi marini hanno un elevato successo evolutivo.
Gli organismi marini possono essere divisi in tre categorie in funzione del fatto che essi vivano nella massa d'acqua (pelagici) o sul fondo (bentonici) oppure nell'interfaccia aria-acqua (pleustonici).

### Produzione primaria

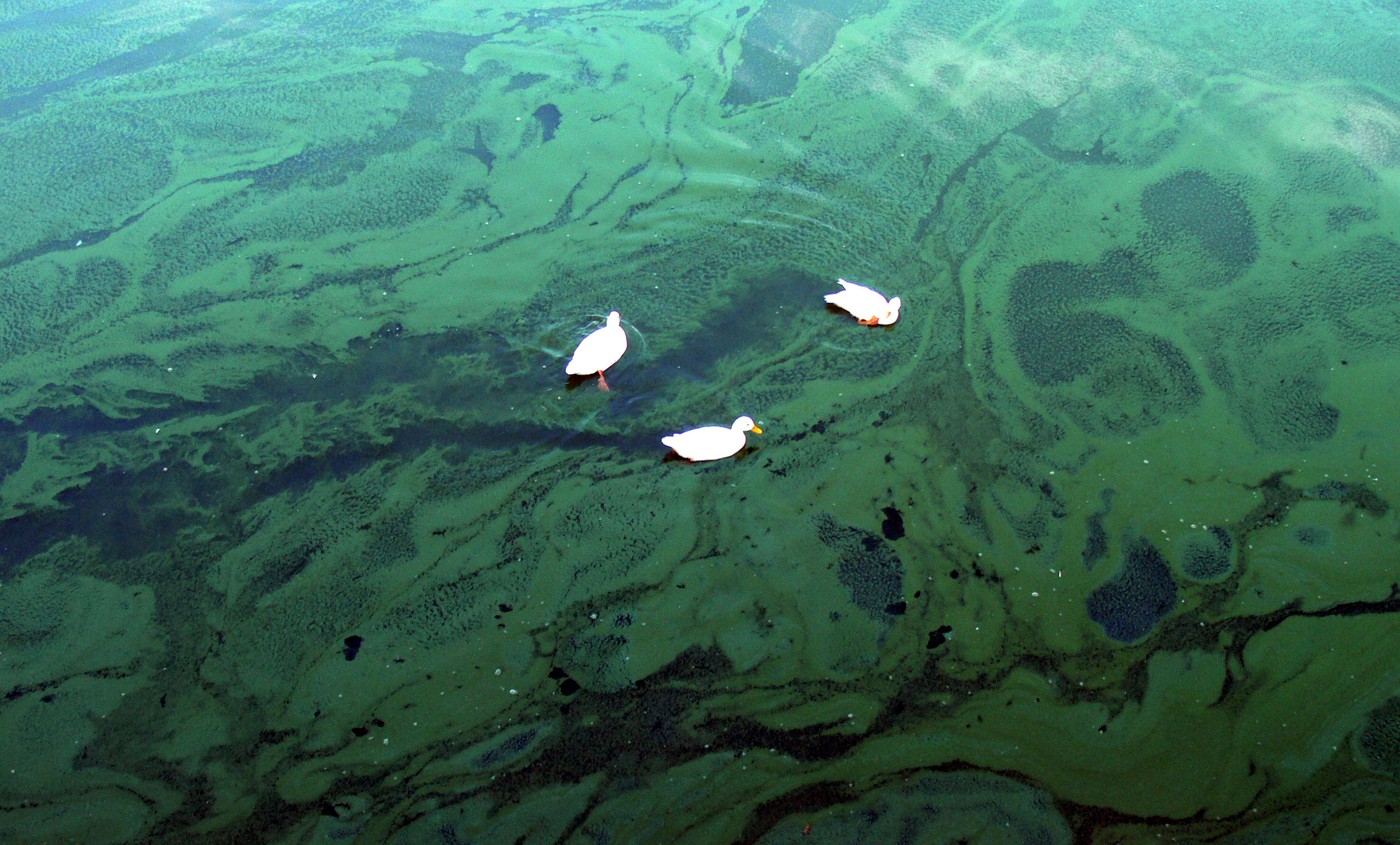
Bacterioplancton
Efflorescenza verde dovuta a cianobatteri.

Nel mare l'energia proviene dalla radiazione solare come energia luminosa. Essa viene utilizzata dagli organismi per sintetizzare molecole complesse secondo 3 processi differenti tra loro, di cui due confinati a particolari tipi di habitat.
- Nel caso in cui i composti organici disciolti siano già presenti nell'acqua - come risultati di una precedente attività fotosintetica - essi possono essere convertiti in sostanze più complesse dal processo di fotoassimilizione, nel corso del quale glucosio, acetati, ecc. sostituiscono l'anidride carbonica come fonti di carbonio; per il resto il processo è simile alle altre fotosintesi.
- In ambienti anossici si verifica la chemiosintesi. Molti batteri, in certi casi vari protisti, utilizzano come donatori di idrogeno composti come solfuri idrogenati e la fotosintesi si svolge secondo l'equazione

CO2 + 2H2X → CH2O + 2X+H2O
dove H2X è una qualsiasi molecola ridotta che non sia acqua.
- La vera fotosintesi comporta l'introduzione dell'idrogeno nella molecola di anidride carbonica per formare composti di formula CH2O, cioè la CO2 viene ridotta o idrogenata; è il processo più comune in tutto l'oceano (fissazione fotosintetica del carbonio) fatto dai protisti fitoplanctonici con acqua quale donatore di idrogeno, per il quale la X è sostituita dall'ossigeno:

CO2 + 2H2O → CH2O + O2 + H2O
In tal modo, e a differenza della fotosintesi batterica, si libera ossigeno, perciò la fotosintesi delle alghe è un processo simile a quello che si realizza nelle piante terrestri.
La luce, sulla lunghezza d'onda di 400-720 nm, fornisce energia al primo ed essenziale stadio della fotosintesi; essa viene assorbita dai vari pigmenti fotosintetici. Nei protisti dominanti (non nei batteri fotosintetici) il più importante di questi pigmenti è la clorofilla "a" che mostra picchi di assorbimento della luce su un range di lunghezze d'onda 670-695 nm.
Il Plancton, inoltre, possiede un corredo di altri pigmenti accessori che assorbono luce su lunghezze d'onda più corte, usandola sia per dissociare direttamente le molecole d'acqua, sia per trasferire l'energia luminosa alla clorofilla "a" e, grazie a questo loro corredo di pigmenti, ciascuno dei quali è specializzato ad assorbire una determinata lunghezza dell'onda luminosa, le alghe palnctoniche e bentoniche possono utilizzare per la fotosintesi un'ampia banda di lunghezze d'onda e differenti gruppi di protisti sono specializzati per utilizzare diverse lunghezze d'onda e di catturare così luce non assorbita da altre specie.
La fissazione fotosintetica realizza la formazione primaria di composti organici in mare (carboidrati, grassi, proteine, ecc.) e la quantità totale di carbonio costituisce la produzione primaria lorda. Quest'ultima segue tre vie diverse di utilizzazione:
- parte verrà demolita dal metabolismo respiratorio dello stesso organismo fotosintetico
- parte servirà alla crescita (produzione primaria netta disponibile per gli erbivori)
- parte sarà liscivata dall'alga all'acqua circostante formando un "pool" di sostanze organiche disciolte.

### Categorie ecologiche

#### Plancton

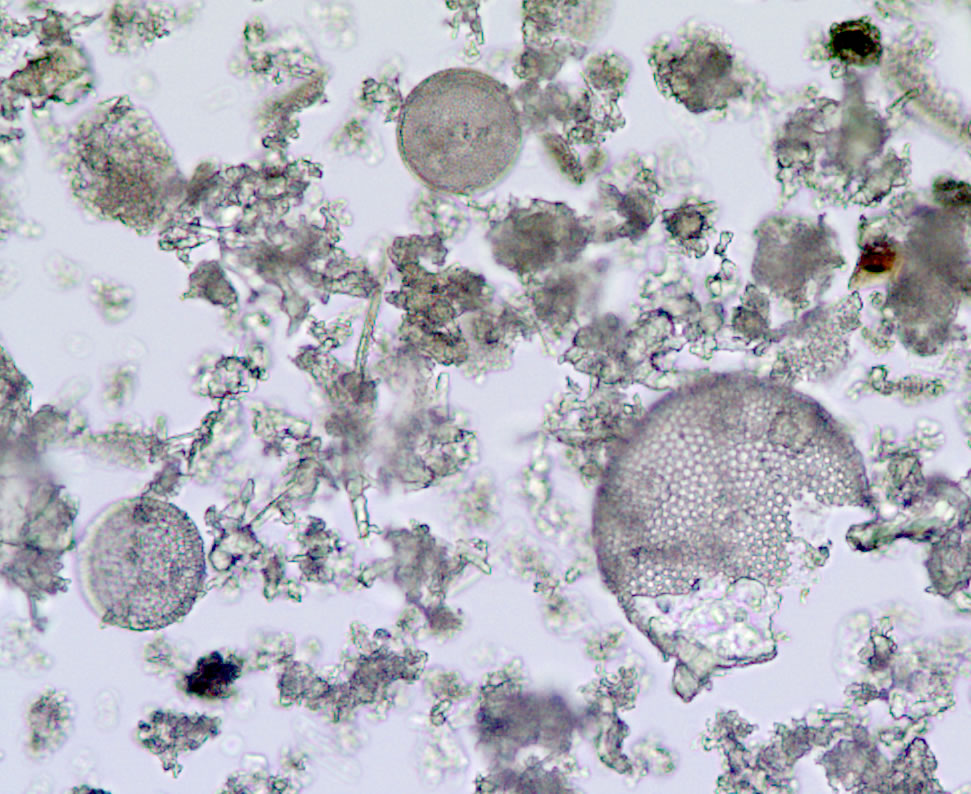
Le Diatomee sono un'importante fonte della produzione primaria negli oceani. Gradiscono acque fredde e perciò i mari freddi sono più pescosi.

Il termine plancton, coniato da Viktor Hensen nel 1887 (dal greco πλαγκτόν, vagabondo), indica una categoria ecologica che include tutti gli organismi viventi che sono trasportati passivamente nell'acqua.
Molti di questi organismi hanno la capacità di nuotare, ma poiché sono di piccole dimensioni, in genere l'avanzamento nell'acqua è relativamente lento e la loro distribuzione è spesso a chiazze, determinata dal movimento delle correnti oceaniche e delle maree.
Molti organismi planctonici sono di dimensioni microscopiche, (alghe unicellulari, protozoi etc.), larve, piccoli animali (come, ad esempio, i crostacei eufausiacei che formano il krill), ma il plancton comprende anche organismi di grandi dimensioni come, ad esempio, grandi meduse la cui ombrella pulsante può essere larga 2 metri e con tentacoli lunghi fino a 20 metri, o come alghe pluricellulari galleggianti (quali i sargassi), alcuni dei quali lunghi un centinaio e più di metri.
Dal centro dello strato superficiale fino a circa 2000 metri la biomassa planctonica declina quasi esponenzialmente; al di sotto di questa profondità diminuisce ancora più rapidamente fino a divenire solo una frazione di milligrammo di organismi viventi per metro cubo d'acqua.
Il plancton viene distinto in sette raggruppamenti, a seconda della grandezza degli individui:
- Megaplancton 200–20 cm
- Macroplancton, 20–2 cm
- Mesoplancton, 2 cm-0.2 mm-
- Microplancton, 200-20 µm
- Nanoplancton, 20-2 µm
- Picoplancton, 2-0.2 µm include molti batteri
- Femtoplancton, < 0.2 µm, costituito dai virus.

Una classificazione più biologica divide il plancton in fitoplancton, piante alla deriva, e zooplancton, animali alla deriva. Oloplancton e meroplancton sono termini utilizzati per descrivere rispettivamente organismi che trascorrono tutta la loro vita o solo una parte della loro esistenza (di solito la fase larvale) trascinati passivamente dall'acqua.

##### Bacterioplancton

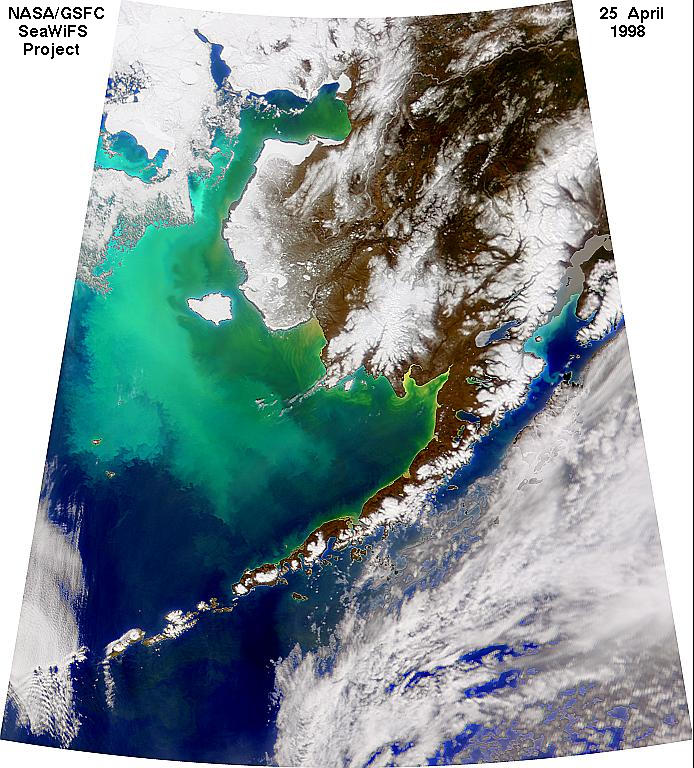
Visione satellitare di una fioritura algale

L'ambiente pelagico abbonda di vari tipi di batteri gram-negativi molti dei quali mobili. Si nutrono di composti organici disciolti rilasciati dal fitoplancton vivente e lisciviati dai tessuti morti. Il bacterioplancton è di difficile studio; i tentativi di concentrarlo in piccoli volumi d'acqua per misurarne la produttività altera quasi immediatamente la natura del sistema. Tuttavia la rete alimentare mediata dai batteri risulta essere molto importante; nelle acque tropicali è stato stimato che la produzione del batterioplancton spesso eccede quella del fitoplancton e si presenta come una importante fonte di cibo. La produzione del bacterioplancton viene stimata nell'ordine di <1-50% quella del fitoplancton.

##### Fitoplancton
Il fitoplancton, con l'eccezione della zona litorale, costituisce l'unica risorsa di energia trofica disponibile per l'intera rete alimentare oceanica. Ha una dimensione compresa tra 2 e 200 µm e queste dimensioni microscopiche sono dovute al fatto che tutti gli organismi che permangono nella zona fotica devono lottare contro la forza gravitazionale esercitata su tutti i tessuti viventi che contengono sali e molecole organiche, quindi più densi dell'acqua di mare. Una particella di 2 µm di diametro affonda di 10 cm nell'acqua distillata a 20 °C in circa 8 ore, mentre nelle stesse condizioni una particella di 62 µm affonda di 10 cm in meno di 30 secondi.
Il peso è proporzionale al volume; ora, per un corpo sferico il rapporto superficie esterna/volume è dato da
{\displaystyle {\frac {superficie}{volume}}} → {\displaystyle {\frac {4\pi r^{2}}{\frac {4\pi r^{3}}{3}}}} → cioè {\displaystyle {\frac {3}{r}}}
Il rapporto è inversamente proporzionale al raggio, vale a dire che quanto più piccolo è il corpo tanto più favorevole è il rapporto superficie esterna/volume che si oppone come resistenza passiva all'affondamento. Oggetti piccoli con una estesa superficie esterna per unità di volume affondano con relativa lentezza e le piccole cellule fitoplanctoniche possono facilmente essere mantenute in sospensione sull'acqua.
I movimenti dell'acqua provocati dalla turbolenza dei venti possono portare molti organismi foto sintetici fuori dalla zona fotica e molti erbivori possono consumare grandi quantità di alghe per unità di tempo.: tutto ciò significa che al fine di minimizzare le perdite e mantenere le popolazioni nella zona fotica, il fitoplancton deve essere capace di moltiplicarsi rapidamente e cioè che l'energia disponibile deve essere devoluta alla moltiplicazione piuttosto che allo sviluppo individuale. Il tasso intrinseco di accrescimento delle popolazioni, rmax, è relativo al peso Wg secondo la relazione rmax=0,025 Wg-0,26
cioè un organismo lungo 10 µm ha un tempo di generazione di 1 ora, mentre uno lungo 10 m ha un tempo di generazione di 10 anni.
Il terzo grande vantaggio di possedere piccole dimensioni è un più efficiente assorbimento dei nutrienti dato dall'alto rapporto superficie esterna/volume (massa/volume) e infatti nell'ambito delle dimensioni fitoplanctoniche le specie più piccole sono caratteristiche di aree in cui viene premiata l'efficienza nell'assorbimento dei nutrienti e la capacità moltiplicativa.
La maggiore densità di fitoplancton si trova nei mari freddi e nell'ambito delle correnti oceaniche fredde; ciò è dovuto ad una maggiore ricchezza di azoto e di fosforo nell'acqua. Queste sostanze vengono consumate negli strati superiori ma si accumulano poi negli strati inferiori; nelle regioni fredde l'abbassamento di temperatura notturno consente un rimescolamento delle acque migliore che ai tropici, quindi un maggiore sviluppo di plancton.
Per una vita pelagica, oltre alle dimensioni anche la forma è importante. Il fitoplancton presenta forme che offrono maggiore resistenza all'affondamento come dischi appiattiti, lunghi cilindri o filamenti che affondano più lentamente di sfere aventi uguale volume. Spine e peli possono ridurre la velocità di affondamento ma in alcuni casi il grado di affondamento può aumentare a causa della densità della parete cellulare. Molti organismi fitoplanctonici contengono gocce di olio, grandi vacuoli ed alcuni sono chiusi in capsule gelatinose di densità estremamente piccola.

##### Zooplancton

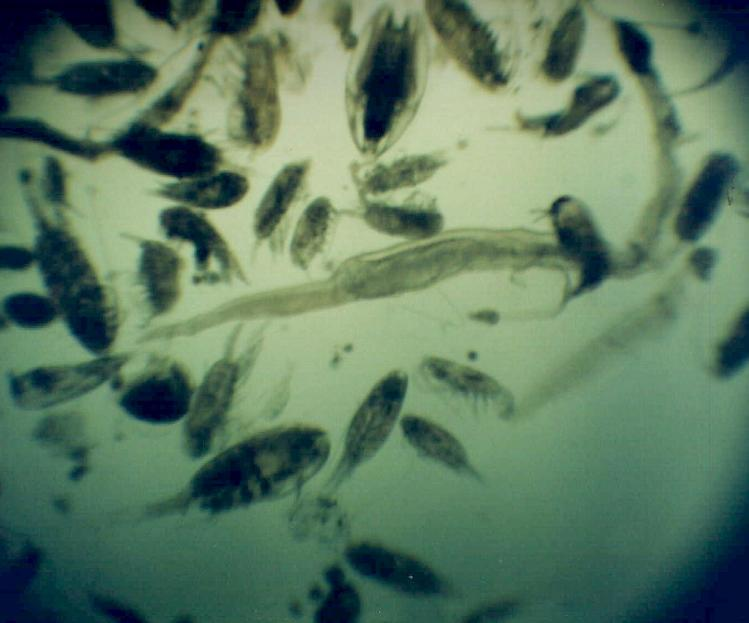
Zooplancton

Lo zooplancton comprende organismi unicellulari e pluricellulari (larve e/o adulti); inoltre, delle circa 135.000 specie di invertebrati bentonici, circa 100.000 hanno una fase larvale liberamente natante che dura in media 2-4 settimane.
Lo zooplancton comprende specie eterotrofe o erbivore (che si nutrono di fitoplancton) oppure predarici (che si nutrono di altre specie dello zooplancton).
Il 75% della "produzione primaria" pelagica viene dissipato nei primi 300 metri di profondità ed il 95% nei primi 1000 m per il suo consumo dovuto allo zooplancton. Si stima che la produzione giornaliera di zooplancton può arrivare ad una media di 75 mg/cm³ nelle acque neritiche delle regioni costiere, di 40–60 mg/cm³ nelle acque di piattaforma e 12–16 mg/cm³ nelle acque tropicali oceaniche. Il rapporto tra produzione primaria e secondaria indica un fatto importante e cioè che l'abbondanza di zooplancton (erbivori) dipende da e non controlla l'abbondanza di fitoplancton.
L'efficienza ecologica del flusso di energia nel mare è generalmente maggiore del 10% stimato nell'ecologia terrestre e nell'interfaccia fitoplancton-erbivori essa può approssimarsi al 20% per la maggiore disponibilità di fotosintetizzatori marini, decrescendo al 15-10% via via che si procede nella rete alimentare.

### Benthos
Benthos indica la comunità che vive a contatto col fondo, al di sopra o all'interno del substrato dei mari e degli oceani, e varia dalle foreste di alghe e le barriere coralline in acque basse fino alla fauna particolare associata ai sedimenti molli della zona abissale..
Le risorse bentoniche di alimento si accumulano per sedimentazione della colonna d'acqua sovrastante. L'habitat bentonico, a differenza di quello pelagico che è tridimensionale, è essenzialmente bidimensionale, superficialmente simile a quello terrestre. Ad eccezione dello strato superficiale, i sedimenti marini sono in anaerobiosi e quindi inospitali per la maggior parte degli organismi. Nei sedimenti profondi vi è abbondanza di acido solfidrico, metano, ioni ferrosi che provengono da attività biologiche. I materiali organici che si depositano sul fondo vengono incorporati dai substrati per essere decomposti dai batteri. Dove la frazione di consumo dell'ossigeno è superiore alla domanda, respirazione e fermentazione procedono utilizzando composti ossidati (organici ed inorganici) come accettori di idrogeno (es. nei percorsi alternativi delle foto e chemio sintesi batteriche) e questi processi metabolici anaerobi producono ammoniaca, acido solfidrico, ioni ridotti e molecole tossiche. Tra le due aree di decomposizione, anaerobica ed aerobica, vi è una zona di rapida transizione dove il potenziale redox (Eh) varia in modo drastico (strato di discontinuità redox) la cui profondità nel sedimento dipende dalla quantità di materia organica utilizzabile per la decomposizione e dalla velocità con la quale l'ossigeno trasfonde dall'acqua che ricopre il sedimento. Alcuni anaerobi obbligati sono confinati nello strato solforoso di discontinuità redox (muoiono a contatto con l'ossigeno) e formano il tiobiota, con una catena alimentare basata sui batteri.
Gli animali mostrano numerosi adattamenti come batteri simbionti, assenza di mitocondri, suddivisione del gradiente redox fra le varie specie, distribuzione geografica molto ampia.
Gli organismi che vivono sotto lo strato di discontinuità redox devono ossigenare la zona circostante: alcuni costruiscono gallerie aperte nelle quali convogliano una corrente d'acqua fino ad un metro di profondità nel sedimento.
In genere il Benthos viene distinto in:
- microbenthos (<100 µm)
- meiobenthos (100-500 µm)
- macrobenthos (>500 µm)

Il benthos comprende anche la maggior parte delle piante e alghe marine pluricellulari.
Fatta eccezione per le Fanerogame marine, il fitobenthos marino comprende esclusivamente Alghe (prevalentemente Phaeophyceae e Rhodophyceae); generalmente esse aderiscono alla roccia con la parte basale del tallo, a forma di disco adesivo o uncino. Substrati incorenti, a fango o sabbia, sono colonizzati solo da pochi generi (es. Caulerpa). Il maggiore rigoglio della vegetazione algale è tipico delle regioni temperate.
La fauna dei sedimenti molli (tiobios) comprende generalmente Nematodi, Gastrotrichi, Rotiferi ecc, mentre gli organismi che vivono sulla superficie del fondo (epibenthos), Policheti, Molluschi, Crostacei, Echinodermi, differiscono in modo marcato a seconda della natura del substrato. La ricchezza in specie ed in diversità del Benthos, specialmente sulle piattaforme continentali, ha un andamento decrescente dalle zone tropicali ai poli.

#### Filtratori e detritivori

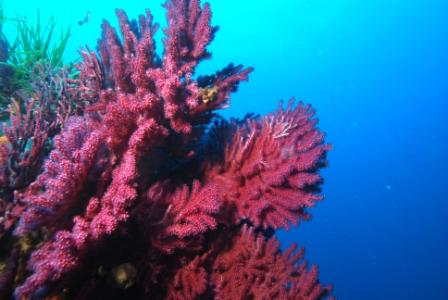
Paramuricea clavata
(Plexauridae, Anthozoa)

Numerosi animali del benthos raccolgono il nutrimento loro necessario rimanendo ancorati al substrato ed intercettando organismi planctonici e/o materia organica particellata. Gli animali filtratori setacciano le particelle di cibo mentre esse sono ancora in sospensione mentre i detritivori le raccolgono quando si sono depositate sul fondo. I filtratori appartengopno a numerosi phyla e sono più numerosi là dove le correnti trasportano particelle nutritive provenienti da grandi aree di raccolta. Utilizzano ciglia, muco adesivo o entrambi per intrappolare le particelle alimentari e trasportarle alla bocca. Gli Arthropoda, che mancano di ciglia, utilizzano reti costituite da peli e setole.
L'apparato filtratore può essere esterno, come la corona di tentacoli o setole a simmetria radiale di Cnidaria, Bryozoa, Phoronida, Polychaeta, Arthropoda, Echinodermata, Hemichordata, oppure interno, come le cavità dei coanociti dei Porifera, le lamelle dei Bivalvia, i lotofori dei Brachiopoda e le faringi ciliate e lamellate dei Tunicata.
Il benthos ospita un folto gruppo tassonomico di organismi detritivori. Questi organismi sono capaci di vivere su sedimenti abbondanti che ingeriscono per estrarne i microrganismi associati al detrito o alle particelle minerali; hanno quindi bisogno di ingerire grandi quantità di sedimento per estrarne cibo a sufficienza. Poiché tendono a vivere su substrati incoerenti, essi sono generalmente più mobili dei filtratori, mostrano maggiori adattamenti per la locomozione, mancano di simmetria radiale e di forme coloniali che sono invece caratteristiche di molti animali filtratori.
Considerando i quattro componenti che partono dal fitoplancton (pascolanti, filtratori, materiali organici disciolti e tessuti morti) Pomeroy valuta l'efficienza degli scambi di alcune sequenze della catena trofica del benthos: filtratori a rete mucosa (17%), zooplaconti erbivori (19%), plancton carnivoro (13%), detritivori bentonici (33%); un'altra sequenza presenta efficienze con valori intorno al 30% per tutti questi quattro gruppi, ognuno dei quali con propri valori stabili di biomassa.

### Necton

Banco di Aringhe
Clupea harengus
(Clupeidae, Actinopterygii)

Il necton comprende gli organismi acquatici che nuotano attivamente. Fanno parte del necton i pesci, policheti pelagici, molluschi (es. calamari), crostacei pelagici (es.gamberi), rettili marini, uccelli marini, mammiferi marini, ecc.
Il necton viene diviso in fasce a seconda della sua distribuzione:
- epinecton fino a 50 metri di profondità
- mesonecton fino a 400
- batinecton fino a 4000
- abissonecton oltre i 4000.

A differenza del plancton, il necton ha la capacità di muoversi su un piano orizzontale in relazione alla massa d'acqua in cui vive. Molte specie (e quasi tutte quelle di interesse alimentare) utilizzano questa loro abilità per portarsi nelle zone più ricche di cibo e per selezionare il tipo di habitat ottimale per i differenti stadi del loro ciclo biologico. Questa possibilità è di grande importanza dove la produzione primaria (e quella zooplanctonica) è stagionale.
Harden Jones rappresenta come un triangolo il percorso di molte specie nectoniche per raggiungere i tre siti di deposizione delle uova, area nido e territori trofici per gli adulti. Questa rappresentazione vale anche sul piano verticale per quanto riguarda le specie di acque profonde che si spostano vicino alla superficie per deporre le uova, le cui larve vivono nella zona fotica e i cui giovani adulti migrano poi verso la zona afotica.
In questi percorsi le specie nectoniche possono coprire anche grandi distanze: le balene grigie percorrono 18 000 km in ciascun circuito, ad esempio, e le aringhe, lunghe appena 30 cm, fino a 3 000 km. Queste migrazioni sfruttano il flusso delle correnti per minimizzare il costo energetico degli spostamenti e regolando la profondità in modo da sfruttare il moto delle masse d'acqua che scorrono in direzioni diverse a diversa profondità. L'industria ittica sfrutta la regolarità nel tempo delle differenti fasi di migrazione e le rotte percorse dalle singole delle specie, che risultano essere stabili.
L'organizzazione in banchi è un vantaggio importante per le specie migratrici perché facilita la locomozione, la scoperta della preda, la difesa dai predatori e l'incremento numerico. Molte di queste specie producono suoni come segnali di comunicazione e di navigazione. Il banco può essere formato da pochi fino a milioni di individui appartenenti alla stessa specie; circa 10.000 specie di pesci danno luogo alla formazione di banchi. Nel banco non si osservano differenze comportamentali tra i componenti; inoltre esso non ha un capo e non vi sono rapporti di sudditanza; gli individui si muovono come un unico organismo cioè tutti i membri di un banco tendono a fare le stesse attività insieme. Il cambiamento di direzione all'interno del banco sembra essere un'azione concertata, istantanea da parte di tutti i membri.

### Neuston
Il neuston è un gruppo caratteristico di specie permanentemente associato all'interfaccia aria-acqua. Gli organismi che vivono al di sotto della linea di galleggiamento sono raggruppati nell'iponeuston, gli organismi che vivono invece nell'interfaccia superiore sono raggruppati nel epineuston.
Di esso fanno parte organismi come Velella, Physalia, Scyllaea pelagica (Cnidaria), Lepas (Crustacea), Janthina Glaucus ed Argonauta (Mollusca), ed anche l'unico genere di insetti che vive in mare aperto, Halobates (Rhynchota, Heteroptera).
A parte Halobates, che cammina letteralmente sull'acqua sfruttando la tensione superficiale del liquido, tutti questi organismi sono provvisti di vari e diversi sistemi di galleggiamento.

## Organismi

### Alghe

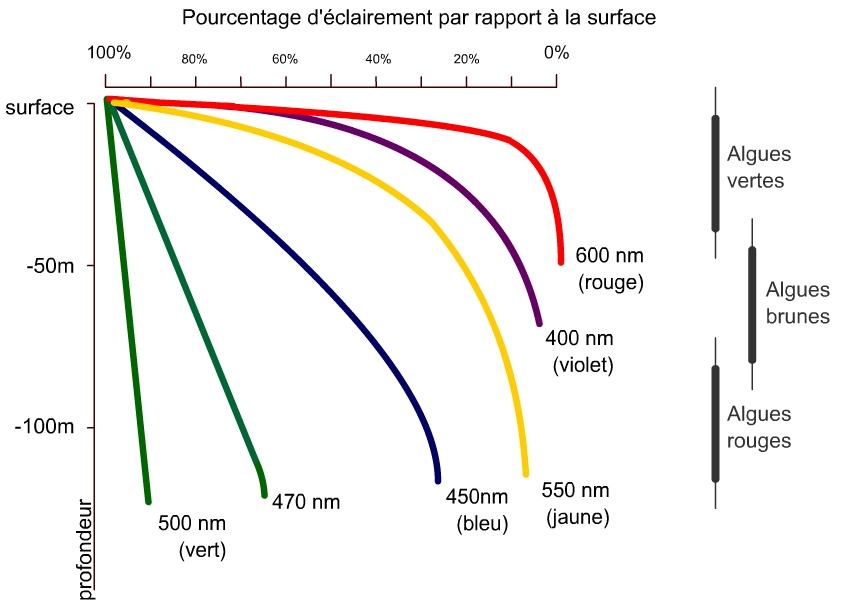
Relazione tra frequenza luminosa ed alghe.

Le piante sono relativamente rare sott'acqua; la loro nicchia ecologica nell'oceano è generalmente occupata dalle alghe sessili o planctoniche.
Le poche piante che tollerano la salinità del mare si ritrovano nella zona littoranea, come le mangrovie o piante del genere Spartina, Zostera, Ammophila ecc.
Ad esclusione di quelle ad organizzazione procariotica, le alghe sono considerate un unico taxon per il fatto che presentano in comune quattro caratteristiche che consentono di separarle da tutti gli altri organismi viventi:
- vivono in ambienti acquatici o molto umidi
- sono fotosintetizzanti perché dotati di clorofille ed altri pigmenti
- hanno corpo unicellulare, coloniale o pluricellulare[31]
- producono gametocisti e sporocisti, quasi sempre unicellulari, delimitati solo dalla parete della stessa cellula che li produce.

Le dimensioni delle alghe possono essere microscopiche, come ad esempio l'alga flagellata unicellulare Chlamydomonas o le gigantesche alghe brune che possono superare i 100 m di altezza.
Le grandi macroalghe vivono in un ambiente ideale per lo sviluppo dei vegetali. La fotosintesi non viene limitata dall'essiccazione, né dalla eccessiva insolazione, il moto ondoso mantiene le foglie delle alghe in costante movimento portandole alla massima esposizione luminosa ed incrementando l'assunzione dei nutrienti, la cui fonte è mantenuta ricca dal mescolamento prodotto dal vento e dalla risalita delle acque profonde.
Le alghe sono divise tre stipiti (Rhodophyta, Chromophyta, Chlorophyta) più un quarto ancora incertae sedis e in 10 classi, anche se sulla sistematica delle alghe non esiste ancora una piena concordanza tra i vari studiosi:
- Euglenophyceae
- Cryptophyceae
- Pyrrhophyceae (dinoflagellate)
- Haptophyceae
- Chrysophyceae (alghe dorate)
- Bacillariophyceae (diatomee)
- Xanthophyceae
- Chlorophyceae (alghe verdi)
- Phaeophyceae (alghe brune)
- Rhodophyceae (alghe rosse)

Come le piante terrestri, anche le alghe sono dotate di plastidi che vengono chiamati genericamente cromatofori.Generalmente i cromatofori hanno colore verde quando la clorofilla non è mascherata da altri pigmenti (cloroplasti), ma spesso il colore verde della clorofilla non appare per la presenza di altri pigmenti che impartiscono ai cromatofori ed all'alga colorazioni che vanno dal rosso al bruno.
I pigmenti dei cromatofori sono di tre tipi:
- clorofille (a,b,c,d,e)
- carotenoidi (caroteni α, β, γ, δ) e xantofille
- ficobiline (r-ficoeritrina, r-ficocianina, r-alloficocianina, c-ficoeritrina, c-ficocianina, c-alloficocianina e altre).[33].

In tutte le alghe è presente la clorofilla a; inoltre clorofilla b nelle Chlorophyta e nelle Euglenophyceae, clorofilla c nelle Chrysophyceae e Chromophyta, clorofilla d nelle Rhodophyta.
Carotinoidi e ficobiline hanno l'importantissima funzione di assorbire la luce di quelle lunghezze d'onda non utilizzate dalle clorofille e di trasmettere poi ad esse l'energia così assorbita; inoltre essi proteggono le clorofille dall'azione foto-ossidante della luce.
Le alghe si riproducono con tre modalità: riproduzione vegetativa (scissione), sporogonia, riproduzione sessuale; manca la riproduzione per gemmazione.
Molte specie hanno importanza per l'economia e l'alimentazione umana; da esse si ricavano inoltre mangimi per la zootecnia, farine, colliganti, farmaci, cosmetici, ecc. Specie del genere Laminaria, ad esempio, vengono raccolte per circa 3-4 milioni di tonnellate all'anno.

Euglena sp. Euglenophyceae
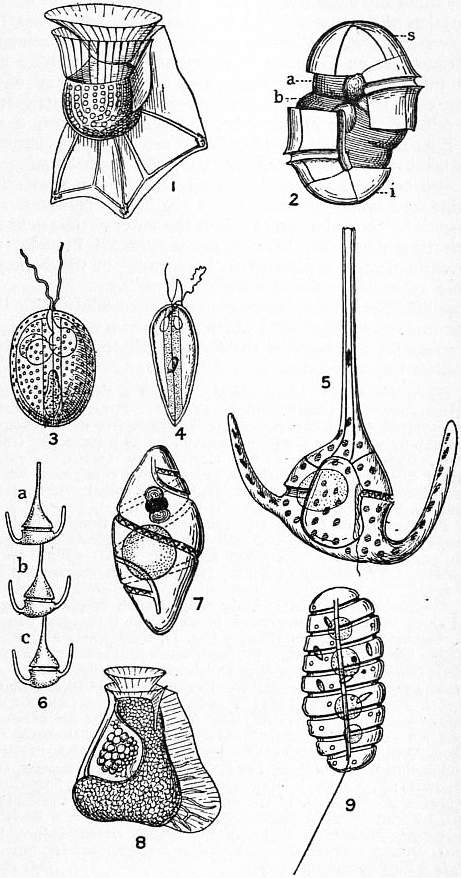
Dinoflagellata Pyrrhophyceae
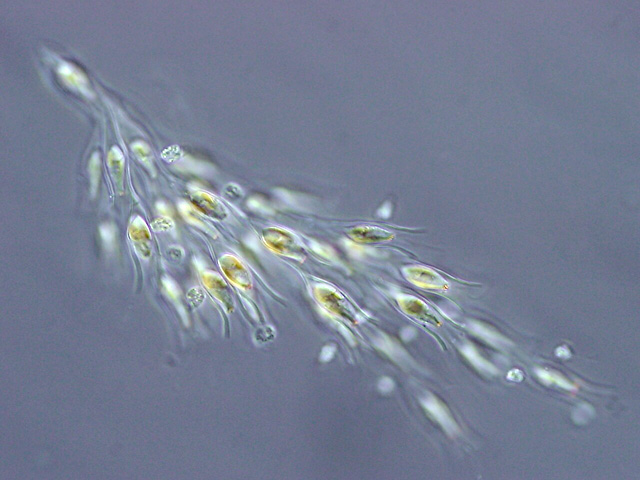
Dinobryon sp. Chrysophyceae
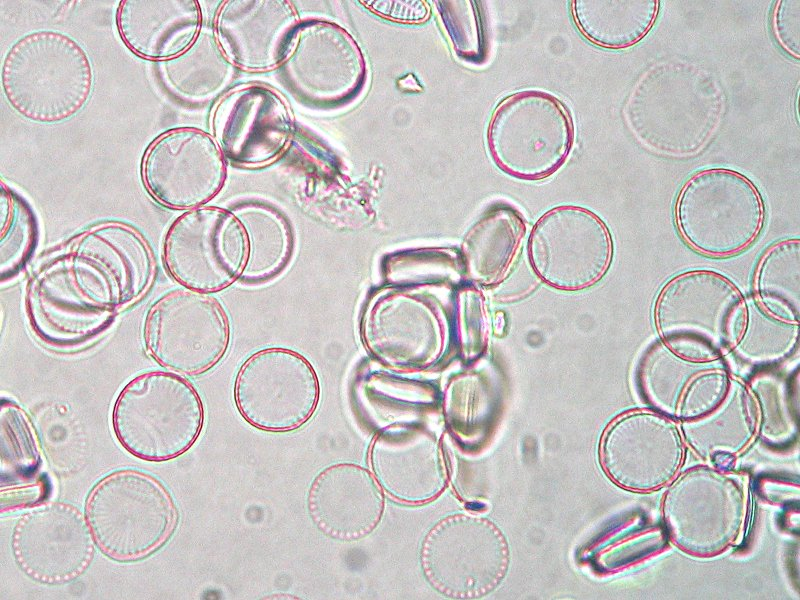
Cyclostephanus invisitatus Bacillariophyceae
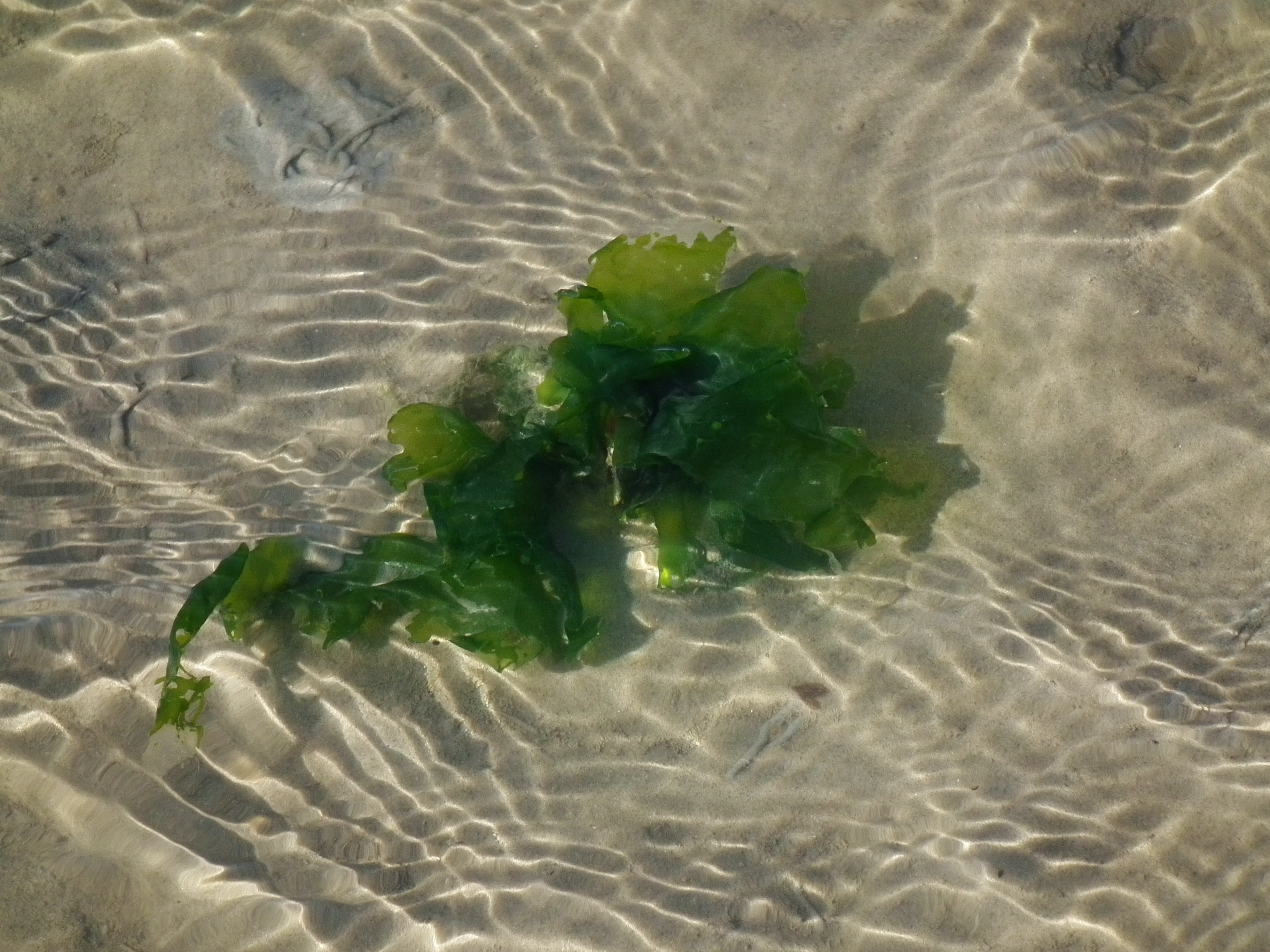
Ulva lactuca Chlorophyceae
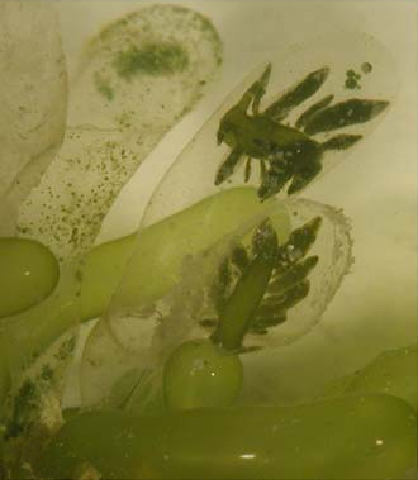
Ercolania kencolesi Clorophyceae
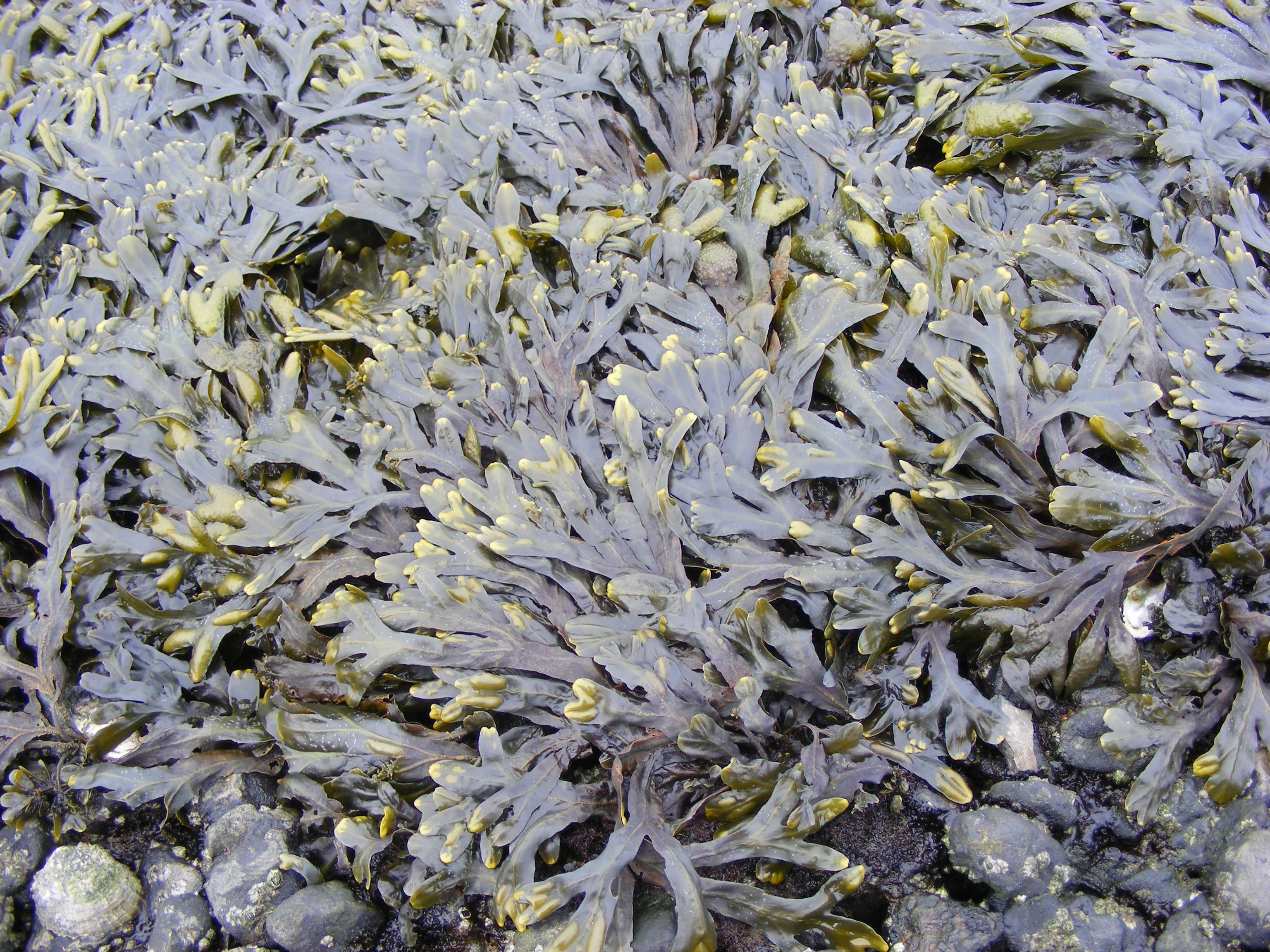
Fucus vesicolosus Phaeophyceae
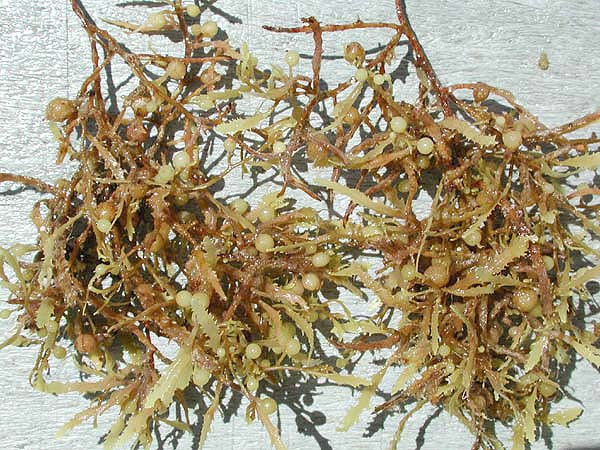
Sargassum sp. Phaeophyceae
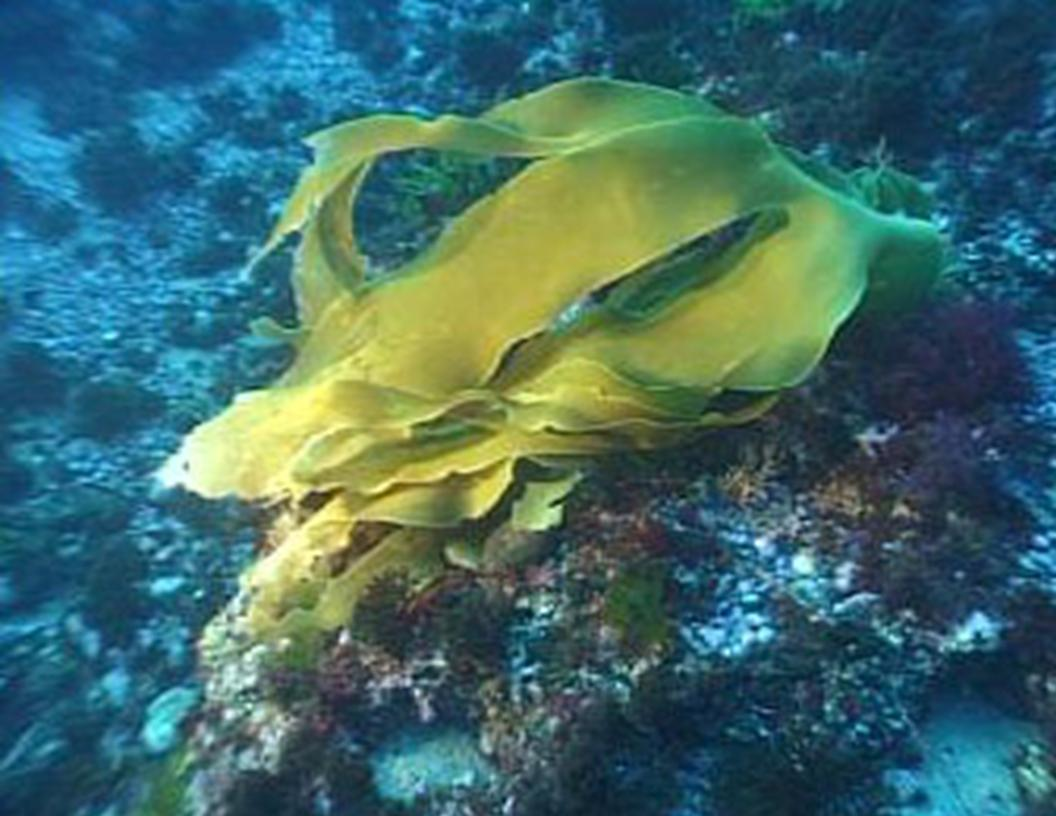
Laminariales Phaeophyceae
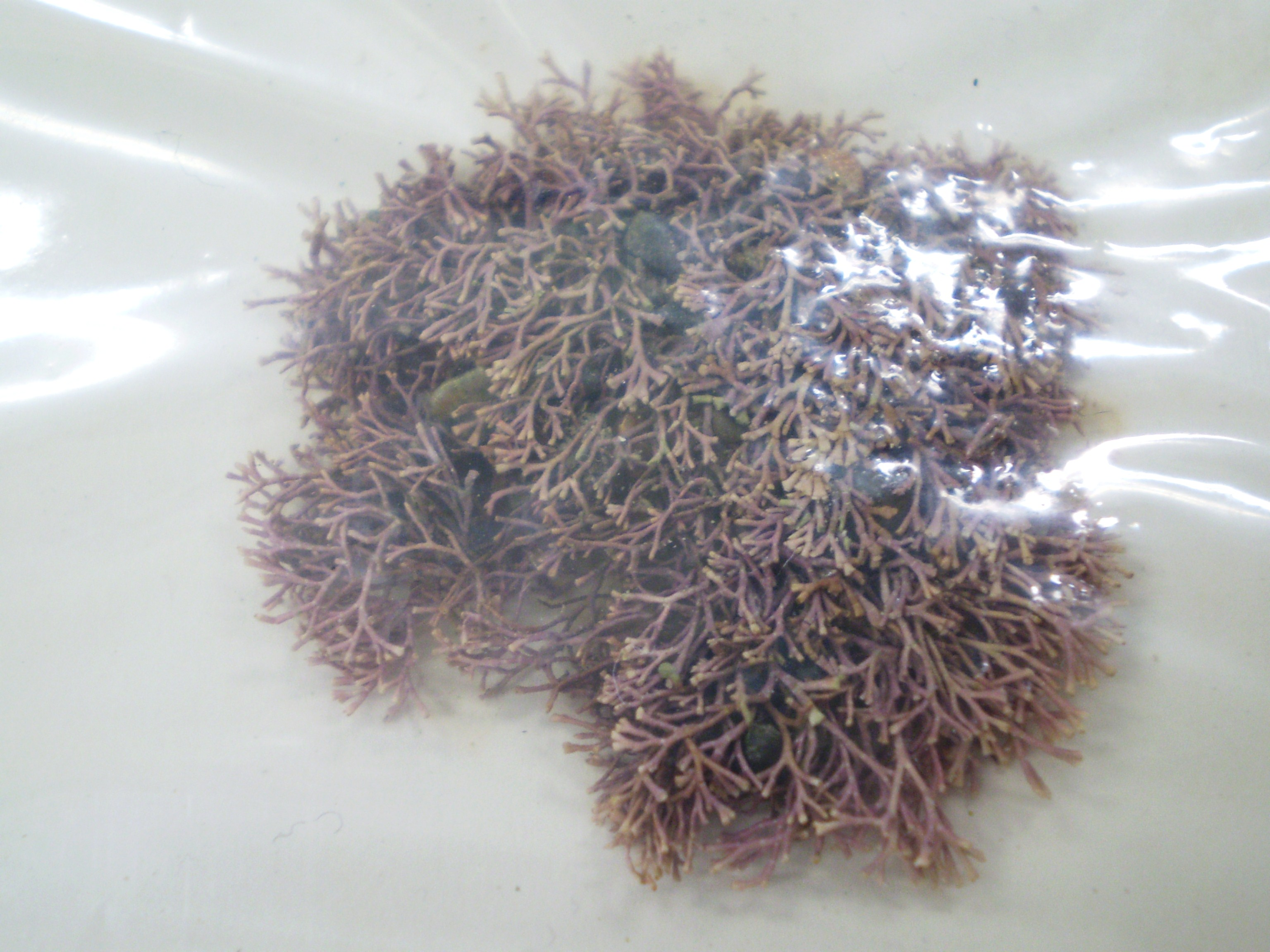
Corallina pilulifera Rhodophyceae

### Animalia
Negli ambienti marini sono presenti quasi tutti i phyla animali:
Porifera, Cnidaria, Ctenophora, Platelminta, Nemertea, Rotifera, Gastrotricha, Entoprocta, Acanthocephala, Loricifera, Priapulida, Nematomorpha, Nematoda, Sipunculomorpha, Phoronidea, Brachiopoda, Bryozoa, Mollusca, Anellida, Echiura, Tardigrada, Arthropoda, Pogonophora, Chaetognatha, Echinodermata, Hemichordata, Tunicata, Leptocardia, Vertebrata.

#### Pesci

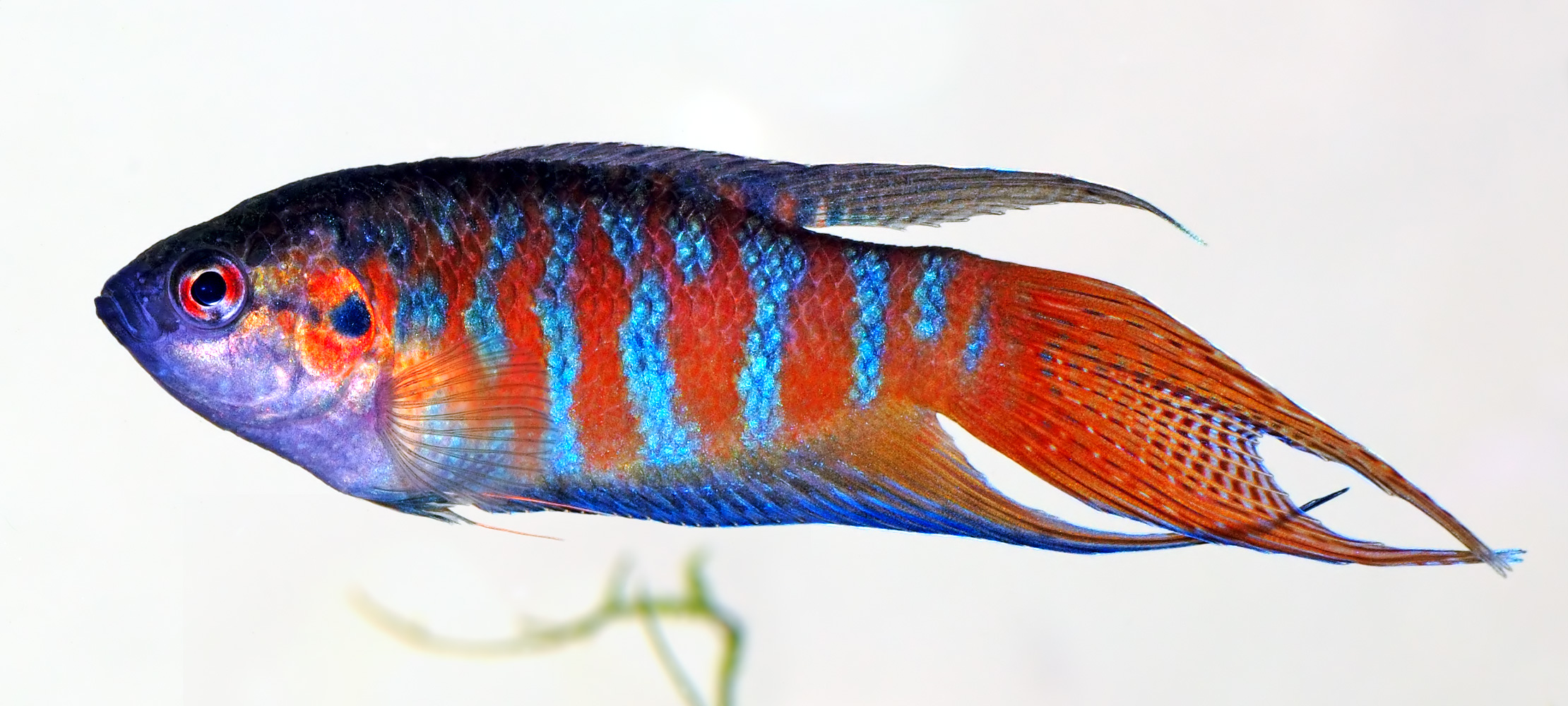
Macropodus opercularis
(Osphronemidae, Actinopterygii)

Con oltre 32 000 specie di organismi hanno un ruolo importante nell'alimentazione umana: le proteine ittiche coprono circa il 20% del fabbisogno mondiale quotidiano di proteine.
Un tempo essi erano compresi in una classe unica, ma più recentemente è stata chiarita la loro origine polifiletica dividendoli in tre classi:
- Chondrichthyes, o pesci cartilaginei, che comprendono squali (Selachimorpha) e razze (Rajiformes).

La vecchia sottoclasse degli Osteichthyes, o pesci ossei, è stata così ripartita:
- Actinopterygii, pesci con pinne sostenute da raggi ossei.
- Sarcopterygii, pesci con pinne carnose.

Gli Actinopterygii, con circa 62,7 milioni rispetto ad un totale di 76,9 milioni di tonnellate di organismi marini pescati o raccolti, costituiscono il principale prodotto del mare (81%): aringhe (Clupea harengus), acciughe (Engraulis encrasicolus), eglefini (Melanogrammus aeglefinus), merluzzi (Merluccius merluccius), carangidi (Carangidae), scorpenidi (Scorpaenidae), serranidi (Serranidae), gronghi (Conger conger), sgombri (Scomber scombrus), tonni (Thunnus), sogliole (Soleidae e Pleuronectidae) sono alcuni dei nomi popolari con cui questi pesci sono conosciuti.
Per molti paesi poveri essi sono la principale risorsa alimentare: ad esempio nel Bangladesh l'80% delle proteine animali viene consumato sotto forma di pesce.

#### Molluschi

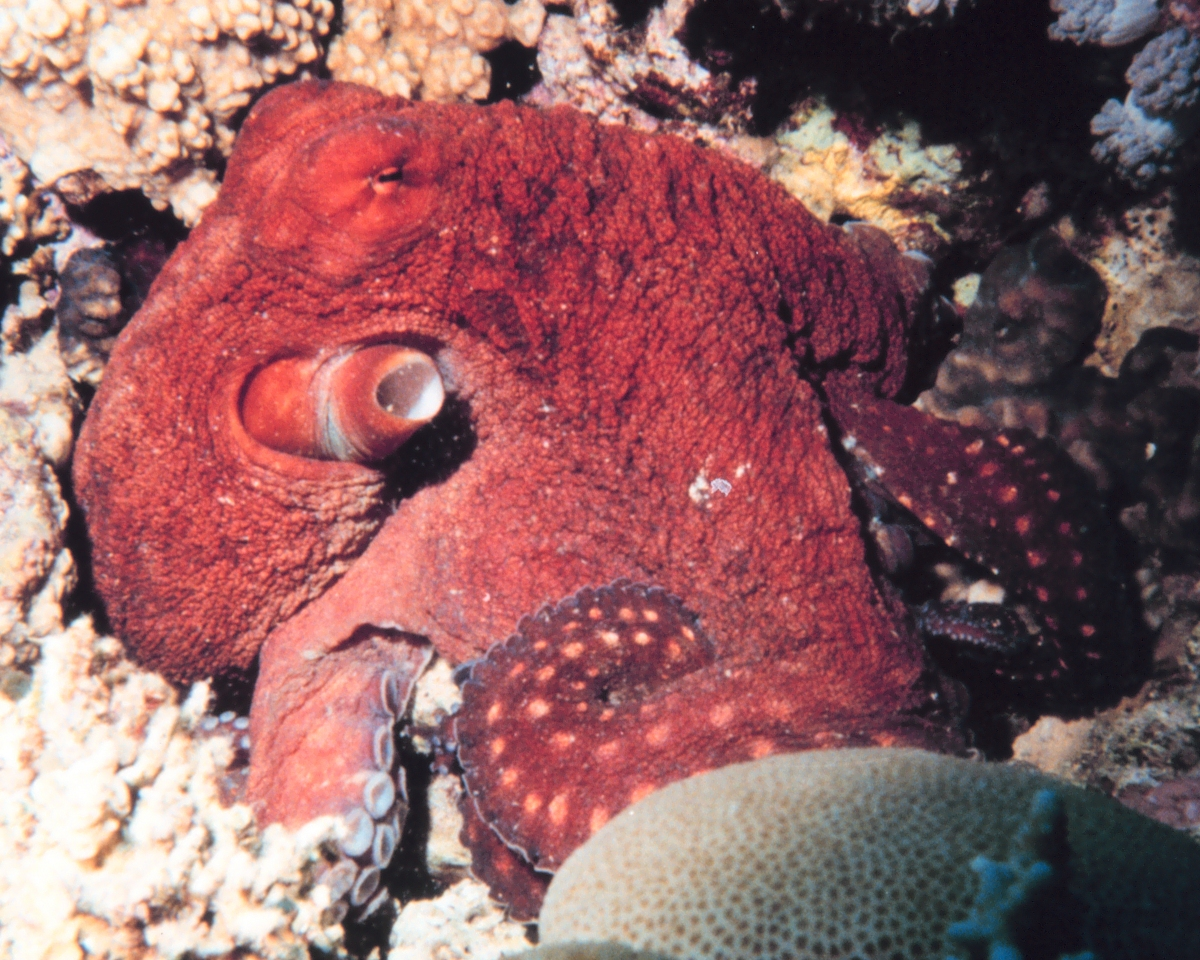
Polpessa
Callistoctopus macropus
(Octopodidae, Cephalopoda)

I molluschi costituiscono il secondo phylum di animali per numero di classi e di specie (8 classi e 110.000 specie) dopo gli insetti. Comprendono specie piccolissime fino a organismi enormi come il calamaro Mesonychoteuthis hamiltoni, lungo più di 14 metri.
Colonizzano il mare e poche specie le acque dolci e la terraferma. Vivono in tutti gli ambienti marini per cui colonizzano il plancton (larve), il benthos ed il mare aperto.
Se ne raccolgono circa 4,2 milioni di tonnellate delle specie bentoniche e circa 1,6 di quelle pelagiche ogni anno.
Il phylum è diviso nei due sub-phylum Aculifera e Conchifera e dà luogo a forme diversissime di organismi. La caratteristica comune è la conchiglia, incerta o assente negli Aculifera ma ben presente nei Conchifera, tra i quali però i gruppi più evoluti tendono ad obliterarla nel corpo (come nel caso dei calamari, dei totani e delle seppie) oppure a perderla del tutto (come nel caso dei polpi).

#### Crostacei

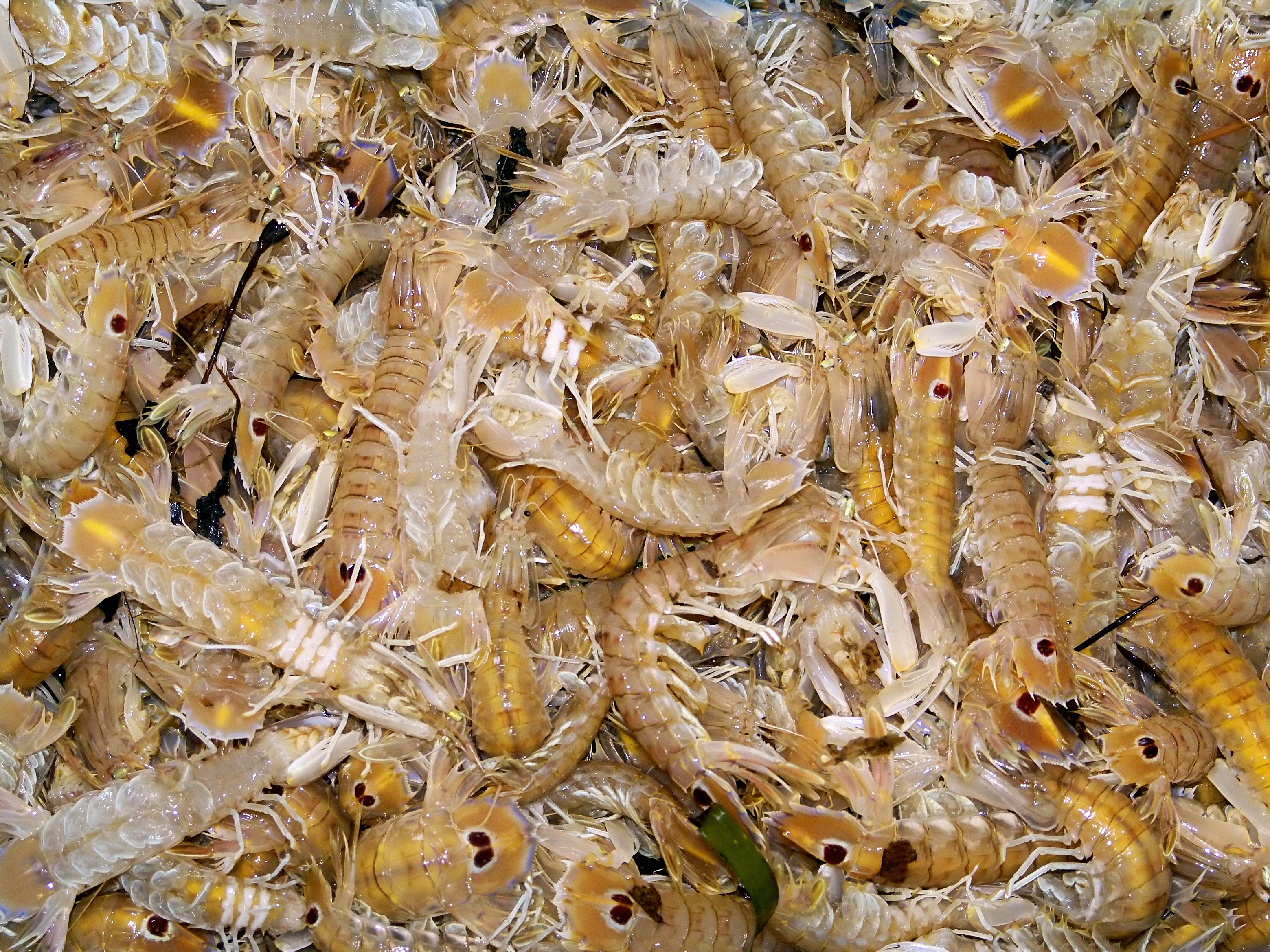
Un pescato di cannocchie.
Squilla mantis
(Squillidae, Malacostraca)

I Crostacei (gamberi, granchi, aragoste, ecc.) rappresentano un gruppo di grande importanza negli ecosistemi marini. Se ne raccolgono ogni anno circa 3 milioni di tonnellate delle specie bentoniche e centomila tonnellate di quelle pelagiche. Sono considerati un sub-phylum degli Artropodi.
Nei mari gli artropodi sono presenti anche con sei specie di Xiphosura ( Merostomata - sub-phylum Chelicerata) e con qualche centinaio di specie di un gruppo particolare, Pycnogonida, da alcuni considerati classe dei Chelicerata e da altri un sub-phylum, o phylum, a sé.
I Crostacei sono animali fondamentalmente marini; solo qualche specie (Oniscus) ha colonizzato la terraferma, alcuni le acque dolci ma la stragrande maggioranza di essi, circa 40.000 specie, sono marini.
La loro sistematica attualmente comprende sei classi: Branchiopoda, Remipedia, Cephalocarida, Maxillopoda, Ostracoda, Malacostraca.

#### Cetacei

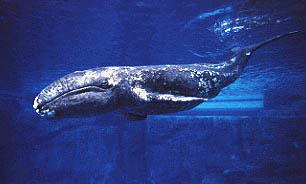
Balena grigia
Eschrichtius robustus
(Eschrichtiidae, Mammalia)

I cetacei sono mammiferi marini riadattati alla vita pelagica acquisendo forme pisciformi ed altri importanti adattamenti. Tuttavia, come tutti gli animali terrestri riadattati alla vita marina (uccelli, rettili) essi sono vincolati alla respirazione aerea e non possono rimanere indefinitamente immersi.
I cetacei comprendono circa 80 specie marine divise nei sottordini Mysticeti e Odontoceti. Gli specialisti di cetologia pensano che essi derivino da un artiodattilo primitivo dell'Eocene (dai 55,8 ± 0,2 milioni di anni fa (mya) ai 33,9 ± 0,1 mya,), Pakicetus.
I misticeti si nutrono generalmente di krill (Euphausiacea), piccoli organismi planctonici, e di piccoli pesci.
Gli odontoceti predano organismi di dimensioni maggiori come Cephalopoda, soprattutto calamari (Teuthida), e pesci. Le orche (Orcinus orca) si cibano anche di mammiferi marini, quali Otariidae e Phocoenidae.
I misticeti sono i più grandi organismi del pianeta: la Balaenoptera musculus, ad esempio, con i suoi 33 metri di lunghezza e 180 tonnellate di peso, capace di immergersi fino a 100 m di profondità per anche più di mezzora.
Ogni anno vengono catturati circa 15.000 balene di taglia medio-larga, 175.000 pinnipedi e circa 600 tonnellate tra delfini, piccole balene, ecc.

#### Altri mammiferi marini
Mentre i Cetacei vivono permanentemente nelle acque, altri mammiferi sono diventati acquaioli, pur svolgendo parte delle loro attività sui litorali, ad esempio i trichechi e i Pinnipediae che, pur essendosi adattati alla vita marina, si riproducono e vivono gran parte della loro vita sulla terraferma; tra questi il tricheco Odobenus rosmarus, i Phocidae come la foca monaca Monachus monachus o il leone marino di Steller Eumetopias jubatus. Ogni anno ne vengono catturati 5 milioni di quintali.
La lontra di mare Enhydra lutris (Mustelidae - Mammalia) è mammifero marino che ha occupato una la nicchia ecologica dell'ambiente marino subcostiero.

#### Rettili

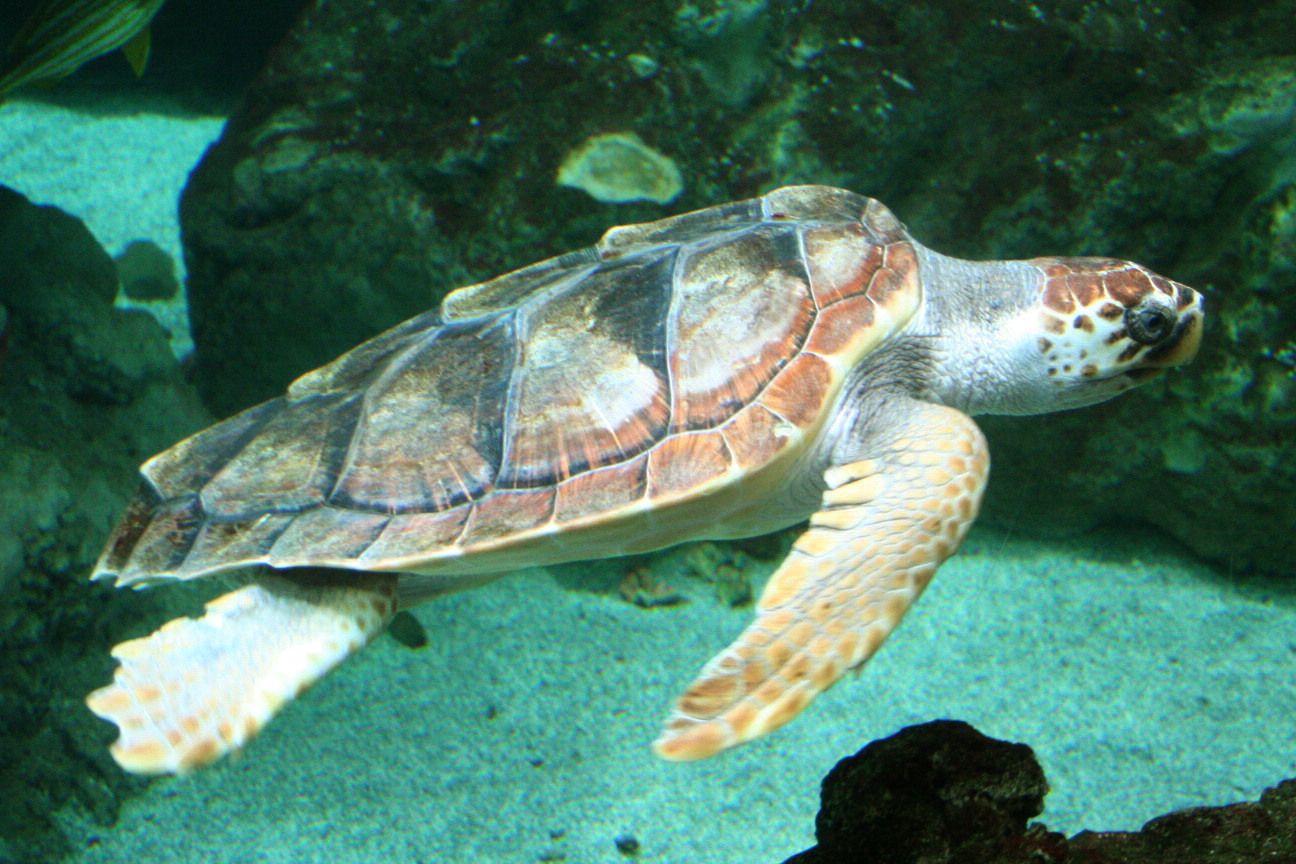
Caretta caretta
(Cheloniidae, Reptilia)

I rettili furono i primi vertebrati propriamente terrestri e furono anche i primi vertebrati terrestri a dirigersi nuovamente verso il mare. Ciò avvenne già nel Triassico ma in seguito, nel Giurassico e nel Cretaceo essi diedero luogo a specie perfettamente adattate all'ambiente marino, trasformando anche gli arti in pinne ma rimanendo sempre vincolati all'ambiente aereo per la respirazione.
Dei 7 gruppi riconosciuti di rettili marini (Nothosauria, Placodontia, Ichthyosauria, Plesiosauria, Mosasauridae, Crocodylia e Chelonia) sono sopravvissuti solo gli ultimi due.
I Reptilia che abitano stabilmente, o anche solo frequentano, l'ambiente marino sono le tartarughe marine, le iguane marine, i serpenti di mare (come la Laticauda colubrina, velenosissima ma poco pericolosa, o i serpenti del genere Hydrophis) e i coccodrilli d'acqua salata (come il Crocodylus porosus, che è anche il più grande rettile oggi vivente).
Non essendo dotati di branchie devono comunque respirare tramite i polmoni (anche se alcuni serpenti marini possono comunque ricavare una minima parte di ossigeno dall'acqua), e quindi risalire in superficie per rifornirsi d'aria, anche se dopo lunghe apnee.
Tutti i rettili marini sono ovipari ed hanno uova cleidoiche (autosufficienti), e hanno quindi bisogno di deporre le loro uova sul terreno. La maggior parte di queste specie vive vicino alle coste più che in oceano aperto. Alcune specie ormai estinte, come l'Ittiosauro, si erano evolute in modo da essere vivipari e non aver più bisogno di deporre uova.
Ogni anno vengono catturati 4000 tonnellate di tartarughe marine.

#### Uccelli marini

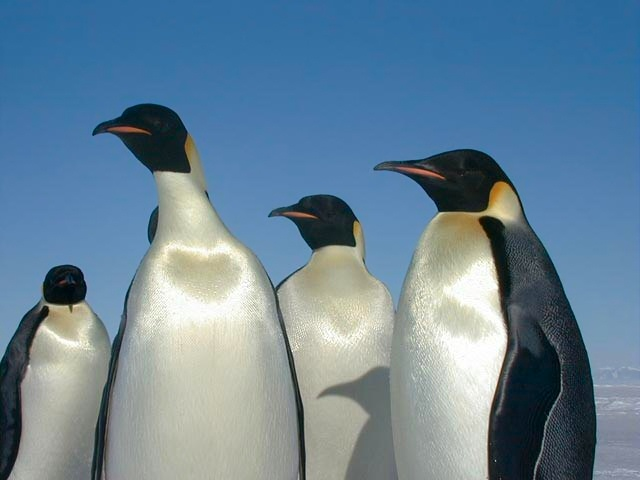
Aptenodytes forsteri
(Spheniscidae, Aves)

Gli uccelli marini sono specie di uccelli che si sono adattate alla vita marina, alcuni mantenendo la capacità del volo come gli albatri o i gabbiani, altri perdendola durante l'evoluzione e mutando quindi le ali in mezzi di locomozione marini, come i pinguini, che per quanto goffi sulla terraferma sono perfettamente idrodinamici sott'acqua, raggiungendo anche elevate velocità.
Sebbene passino la maggior parte della vita nell'acqua, devono comunque deporre le uova sulla terraferma, e possono percorrere anche 120 chilometri nell'entroterra ghiacciato dell'Antartide per raggiungere i luoghi di cova, come nel caso del pinguino imperatore (sul quale è stato realizzato un documentario nel 2005, dal nome La marcia dei pinguini).

## Habitat particolari

### Trottoir a vermeti

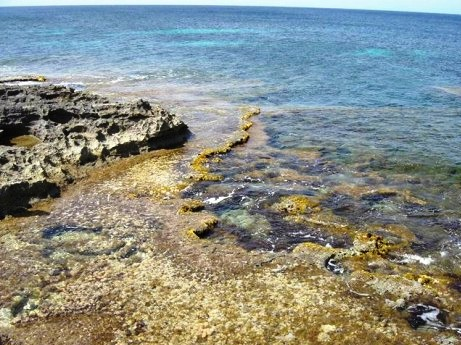
Trottoir a vermeti.

Il trottoir a vermeti (letteralmente “marciapiede”, francese; it. “piattaforma a vermeti”) è una piattaforma litoranea che si espande verso il mare, formata in seguito ad un processo di cementificazione di gusci di alcune specie di molluschi della famiglia dei Vermetidi e di altri taxa.
Questa biostruttura è tipica del Mar Mediterraneo e per molti versi analoga alle barriere coralline. La sua crescita avviene per l'azione di due specie di molluschi gasteropodi: Dendropoma cristatum e Vermetus triquetrus.

### Coralligeno
Un'altra importante biostruttura è il coralligeno, una biocenosi di organismi bentonici calcarei (vegetali e animali) che colonizza rocce e fondali rocciosi (ma anche sabbiosi) poco illuminati tra i 25 e i 200 metri di profondità.
Il coralligeno è comune in tutti i mari del mondo, e nel Mar Mediterraneo cresce nella fascia tra i 25 e i 200 metri in tutte le fasce costiere e sulle secche marine, costituendo un importante habitat per le svariate specie bentoniche che lo caratterizzano.

### Barriera corallina

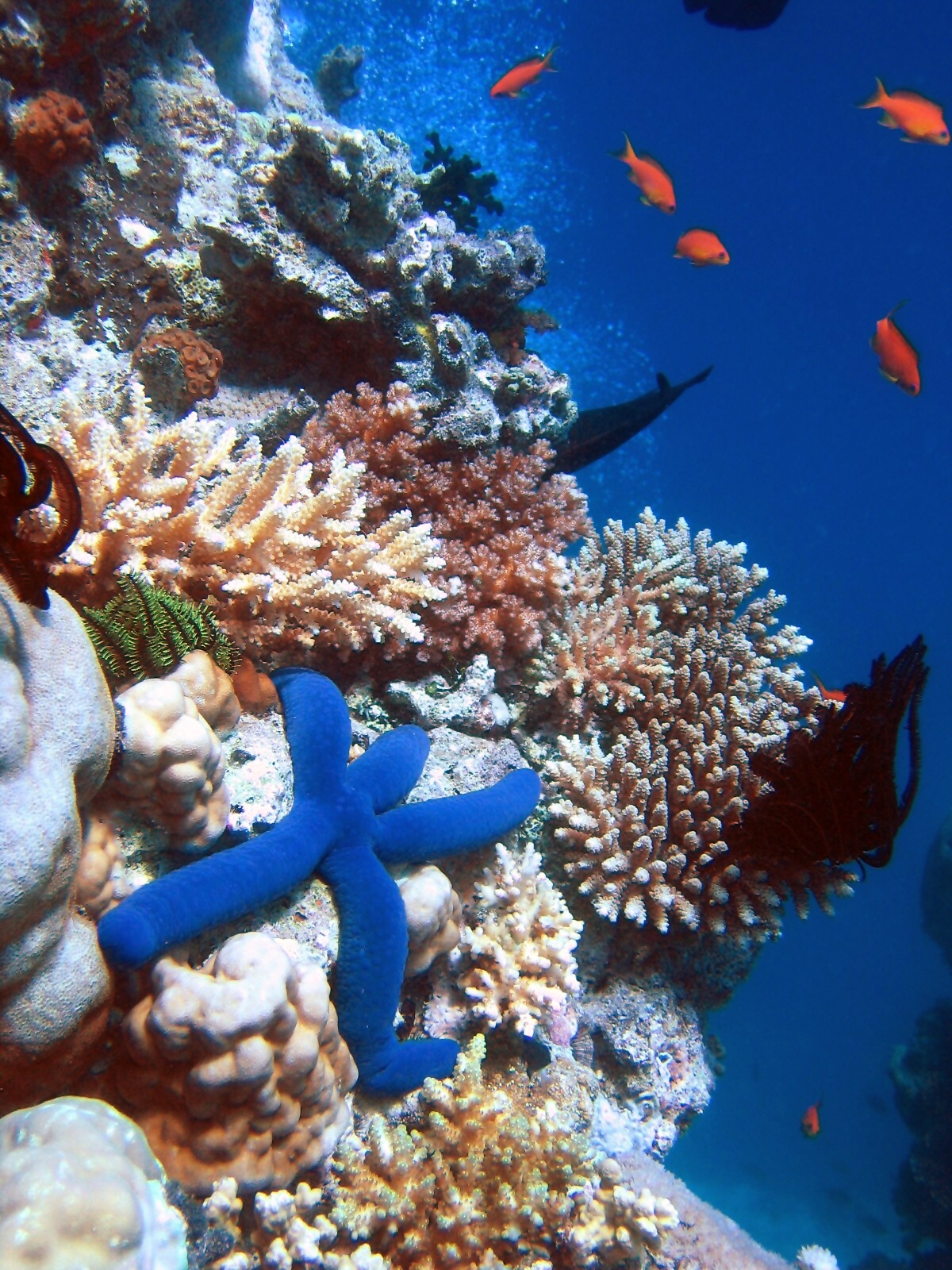
Ambiente bentonico della Grande barriera corallina.

È una formazione tipica dei mari e oceani tropicali, con temperature dai 20 ad addirittura 40 °C, ma si può sviluppare anche in acque più fredde, fino ad un minimo di 18 °C. È composta da formazioni rocciose sottomarine biogeniche costituite e accresciute dalla sedimentazione degli scheletri calcarei dei coralli e degli scarti calcarei di alghe coralligene della famiglia della Corallinaceae. Queste strutture sono di supporto ad un grandissimo numero di specie animali, coralli inclusi, andando a formare un habitat in cui la biodiversità è enorme.
La barriera corallina è un indicatore biologico sensibilissimo alle variazioni climatiche, e risente di ogni minima variazione di temperatura e di acidità dell'acqua.

### Fosse oceaniche

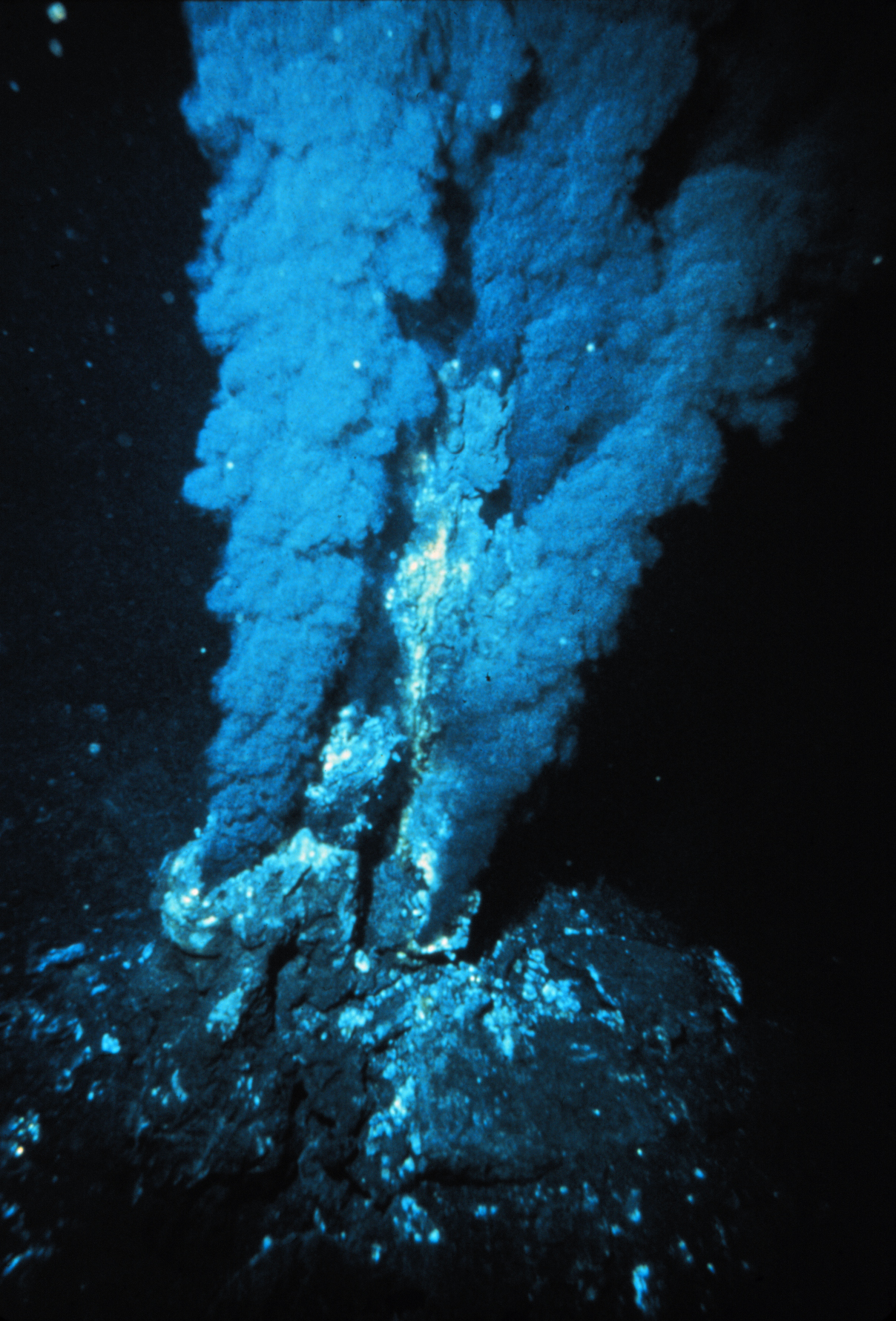
Una fumarola nera nel mezzo dell'Oceano Atlantico.

Le profondità oceaniche, nonostante la pressione dell'acqua raggiunga valori estremi e non ci sia luce solare, sono anch'esse abitate da animali marini, altamente specializzati per la sopravvivenza in tali ambienti.
Il punto più profondo mai registrato è la Fossa delle Marianne, nell'Oceano Pacifico vicino alle Filippine, che arriva fino a 10 994 ± 40 m metri di profondità. Nonostante le condizioni estreme la spedizione del batiscafo Trieste, nel 1960, trovò alcuni esemplari di Soleidae e di gamberi.
Altre fosse oceaniche degne di nota sono il Monterey Canyon, nell'Oceano Pacifico, profondo fino a 3 600 m, la Fossa di Tonga (che si spinge fino a 10 882 m), la Fossa delle Filippine (10 497 m), la Fossa di Porto Rico (8 380 m), la Fossa di Java (7 450 m), la Fossa delle Sandwich Australi (8 428 m).

### Piane abissali
In generale il mare profondo viene considerato tale a partire dalla zona afotica, cioè da dove la luce solare non riesce più a penetrare; in tale zona l'unico tipo di luminosità è quella biologica. Molte delle creature che vivono a tali profondità infatti hanno la capacità di emettere luce, sia per attirare le prede che per nutrirsi.
La maggior parte della vita nelle profondità oceaniche si accumula in prossimità delle dorsali oceaniche, spesso in corrispondenza delle fumarole nere (o black smoker), delle bocche idrotermali che come oasi attirano la vita supportando biomi unici: gli Archaea, ad esempio, per sopravvivere devono convertire il calore estremo (oltre 250 °C, talvolta oltre 400 °C) e le esalazioni di metano e zolfo in energia, tramite un processo di chemiosintesi. Altri organismi a loro volta si nutriranno di loro in modo da creare una catena alimentare che possa fornire sostentamento anche a grandissime profondità.
Alcuni tipici adattamenti a queste profondità solo la colorazione pressoché uniforme (grigia o nera e rossa negli invertebrati, che tende a mimetizzare l'animale) e la presenza di occhi di dimensioni molto grandi, che permettano la visione anche in condizioni di luce pressoché assente. Va detto però che oltre i 2000 metri di profondità questo adattamento, in quanto la luce è assente, viene sostituito dall'atrofia o dall'assenza di questi organi.